# Liste des monuments historiques protégés en 2001
Cet article recense les monuments historiques français classés ou inscrits en 2001.

## Protections
| Édifice                                                                                              | Commune                     | Département             | Région                     | Protection | Base Mérimée                         | Coordonnées                        | Image |
| --- | --------------------------- | ----------------------- | -------------------------- | ---------- | ------------------------------------ | ---------------------------------- | ----- |
| Château de Fléchères                                                                                 | Fareins                     | Ain                     | Auvergne-Rhône-Alpes       | inscrit    | « PA00116393 », notice no PA00116393 | 46° 01′ 51″ nord, 4° 45′ 30″ est   |       |
| Ponts Bernard                                                                                        | Armentières-sur-Ourcq       | Aisne                   | Hauts-de-France            | inscrit    | « PA02000028 », notice no PA02000028 | 49° 11′ 02″ nord, 3° 22′ 18″ est   |       |
| Château de Blérancourt                                                                               | Blérancourt                 | Aisne                   | Hauts-de-France            | inscrit    | « PA00115535 », notice no PA00115535 | 49° 31′ 05″ nord, 3° 09′ 17″ est   |       |
| Fort de Condé                                                                                        | Chivres-Val                 | Aisne                   | Hauts-de-France            | inscrit    | « PA02000031 », notice no PA02000031 | 49° 24′ 05″ nord, 3° 27′ 18″ est   |       |
| Grange de Montaon                                                                                    | Dravegny                    | Aisne                   | Hauts-de-France            | inscrit    | « PA02000033 », notice no PA02000033 | 49° 15′ 09″ nord, 3° 38′ 38″ est   |       |
| École de la Providence                                                                               | Laon                        | Aisne                   | Hauts-de-France            | inscrit    | « PA02000034 », notice no PA02000034 | 49° 33′ 45″ nord, 3° 37′ 37″ est   |       |
| Église Saint-Martin de Monthenault                                                                   | Monthenault                 | Aisne                   | Hauts-de-France            | inscrit    | « PA02000030 », notice no PA02000030 | 49° 29′ 13″ nord, 3° 40′ 01″ est   |       |
| Maison du Prévôt                                                                                     | Saint-Michel                | Aisne                   | Hauts-de-France            | inscrit    | « PA02000035 », notice no PA02000035 | 49° 55′ 33″ nord, 4° 08′ 08″ est   |       |
| Monument Guy de Lubersac                                                                             | Soissons                    | Aisne                   | Hauts-de-France            | classé     | « PA02000027 », notice no PA02000027 | 49° 22′ 57″ nord, 3° 19′ 15″ est   |       |
| Maisons de Nicolas Grain                                                                             | Vadencourt                  | Aisne                   | Hauts-de-France            | inscrit    | « PA02000037 », notice no PA02000037 | 49° 55′ 43″ nord, 3° 34′ 34″ est   |       |
| Château des Sacrots                                                                                  | Agonges                     | Allier                  | Auvergne-Rhône-Alpes       | inscrit    | « PA03000014 », notice no PA03000014 | 46° 36′ 20″ nord, 3° 09′ 54″ est   |       |
| Château de La Pommeraye                                                                              | Agonges                     | Allier                  | Auvergne-Rhône-Alpes       | inscrit    | « PA03000013 », notice no PA03000013 | 46° 37′ 13″ nord, 3° 06′ 25″ est   |       |
| Château d'Issards                                                                                    | Autry-Issards               | Allier                  | Auvergne-Rhône-Alpes       | inscrit    | « PA00092976 », notice no PA00092976 | 46° 31′ 47″ nord, 3° 08′ 29″ est   |       |
| Château des Écossays                                                                                 | Bresnay                     | Allier                  | Auvergne-Rhône-Alpes       | inscrit    | « PA00093022 », notice no PA00093022 | 46° 27′ 03″ nord, 3° 14′ 23″ est   |       |
| Abbaye                                                                                               | Charmes                     | Allier                  | Auvergne-Rhône-Alpes       | inscrit    | « PA00093045 », notice no PA00093045 | 46° 05′ 58″ nord, 3° 14′ 49″ est   |       |
| Église Saint-Georges                                                                                 | Chassenard                  | Allier                  | Auvergne-Rhône-Alpes       | inscrit    | « PA03000012 », notice no PA03000012 | 46° 26′ 22″ nord, 3° 58′ 45″ est   |       |
| Château de Chambonnet                                                                                | Dompierre-sur-Besbre        | Allier                  | Auvergne-Rhône-Alpes       | inscrit    | « PA03000011 », notice no PA03000011 | 46° 29′ 46″ nord, 3° 40′ 40″ est   |       |
| Château des Aix                                                                                      | Meillard                    | Allier                  | Auvergne-Rhône-Alpes       | inscrit    | « PA00093155 », notice no PA00093155 | 46° 22′ 39″ nord, 3° 11′ 25″ est   |       |
| Château de la Lande                                                                                  | Rocles                      | Allier                  | Auvergne-Rhône-Alpes       | inscrit    | « PA00093257 », notice no PA00093257 | 46° 27′ 08″ nord, 3° 03′ 24″ est   |       |
| Abbaye Saint-Gilbert                                                                                 | Saint-Didier-la-Forêt       | Allier                  | Auvergne-Rhône-Alpes       | inscrit    | « PA00093268 », notice no PA00093268 | 46° 15′ 02″ nord, 3° 19′ 56″ est   |       |
| Prieuré clunisien de Souvigny                                                                        | Souvigny                    | Allier                  | Auvergne-Rhône-Alpes       | classé     | « PA00093300 », notice no PA00093300 | 46° 32′ 06″ nord, 3° 11′ 35″ est   |       |
| Maison en bois à portique                                                                            | Château-Arnoux-Saint-Auban  | Alpes-de-Haute-Provence | Provence-Alpes-Côte d'Azur | inscrit    | « PA04000022 », notice no PA04000022 | 44° 04′ 22″ nord, 5° 59′ 21″ est   |       |
| Maison en bois à portique                                                                            | Château-Arnoux-Saint-Auban  | Alpes-de-Haute-Provence | Provence-Alpes-Côte d'Azur | inscrit    | « PA04000023 », notice no PA04000023 | 44° 04′ 22″ nord, 5° 59′ 21″ est   |       |
| Domaine des Collettes                                                                                | Cagnes-sur-Mer              | Alpes-Maritimes         | Provence-Alpes-Côte d'Azur | classé     | « PA06000001 », notice no PA06000001 | 43° 40′ 04″ nord, 7° 09′ 25″ est   |       |
| Chapelle Saint-Sébastien                                                                             | Coaraze                     | Alpes-Maritimes         | Provence-Alpes-Côte d'Azur | classé     | « PA00080709 », notice no PA00080709 | 43° 51′ 11″ nord, 7° 17′ 18″ est   |       |
| Cascade de Gairaut, Ouvrage terminal du canal de la Vésubie                                          | Nice                        | Alpes-Maritimes         | Provence-Alpes-Côte d'Azur | inscrit    | « PA06000018 », notice no PA06000018 | 43° 44′ 16″ nord, 7° 15′ 35″ est   |       |
| Immeuble La Rotonde                                                                                  | Nice                        | Alpes-Maritimes         | Provence-Alpes-Côte d'Azur | inscrit    | « PA06000015 », notice no PA06000015 | 43° 41′ 54″ nord, 7° 15′ 22″ est   |       |
| Canal de la Vésubie                                                                                  | La Roquette-sur-Var         | Alpes-Maritimes         | Provence-Alpes-Côte d'Azur | inscrit    | « PA06000019 », notice no PA06000019 | 43° 48′ 59″ nord, 7° 13′ 03″ est   |       |
| Canal de la Vésubie                                                                                  | Saint-Blaise                | Alpes-Maritimes         | Provence-Alpes-Côte d'Azur | inscrit    | « PA06000021 », notice no PA06000021 | 43° 48′ 37″ nord, 7° 13′ 15″ est   |       |
| Villa La Ligne Droite                                                                                | Saint-Jean-Cap-Ferrat       | Alpes-Maritimes         | Provence-Alpes-Côte d'Azur | classé     | « PA06000016 », notice no PA06000016 | 43° 41′ 37″ nord, 7° 19′ 44″ est   |       |
| Canal de la Vésubie                                                                                  | Utelle                      | Alpes-Maritimes         | Provence-Alpes-Côte d'Azur | inscrit    | « PA06000022 », notice no PA06000022 | 43° 55′ 13″ nord, 7° 15′ 50″ est   |       |
| École Freinet                                                                                        | Vence                       | Alpes-Maritimes         | Provence-Alpes-Côte d'Azur | inscrit    | « PA06000017 », notice no PA06000017 | 43° 43′ 35″ nord, 7° 08′ 02″ est   |       |
| Château de Montseveny                                                                                | Prades                      | Ardèche                 | Auvergne-Rhône-Alpes       | inscrit    | « PA07000008 », notice no PA07000008 | 44° 38′ 08″ nord, 4° 18′ 46″ est   |       |
| Château de Joviac                                                                                    | Rochemaure                  | Ardèche                 | Auvergne-Rhône-Alpes       | classé     | « PA00116758 », notice no PA00116758 | 44° 34′ 03″ nord, 4° 41′ 14″ est   |       |
| Château de la Rivoire                                                                                | Vanosc                      | Ardèche                 | Auvergne-Rhône-Alpes       | inscrit    | « PA07000009 », notice no PA07000009 | 45° 13′ 29″ nord, 4° 33′ 44″ est   |       |
| Château d'Arnicourt                                                                                  | Arnicourt                   | Ardennes                | Grand Est                  | inscrit    | « PA08000006 », notice no PA08000006 | 49° 33′ 18″ nord, 4° 21′ 09″ est   |       |
| Maison                                                                                               | Charleville-Mézières        | Ardennes                | Grand Est                  | inscrit    | « PA08000007 », notice no PA08000007 | 49° 45′ 20″ nord, 4° 43′ 11″ est   |       |
| Église du Saint-Sacrement de Laroque-d'Olmes                                                         | Laroque-d'Olmes             | Ariège                  | Occitanie                  | inscrit    | « PA00093802 », notice no PA00093802 | 42° 58′ 15″ nord, 1° 52′ 26″ est   |       |
| Église Notre-Dame-du-Camp                                                                            | Pamiers                     | Ariège                  | Occitanie                  | inscrit    | « PA00093897 », notice no PA00093897 | 43° 06′ 58″ nord, 1° 36′ 42″ est   |       |
| Grange de Fraville                                                                                   | Arconville                  | Aube                    | Grand Est                  | inscrit    | « PA10000018 », notice no PA10000018 | 48° 09′ 02″ nord, 4° 43′ 11″ est   |       |
| Château                                                                                              | Barberey-Saint-Sulpice      | Aube                    | Grand Est                  | inscrit    | « PA00078048 », notice no PA00078048 | 48° 20′ 15″ nord, 4° 02′ 15″ est   |       |
| Grange de Sermoise                                                                                   | Champignol-lez-Mondeville   | Aube                    | Grand Est                  | inscrit    | « PA10000015 », notice no PA10000015 | 48° 06′ 52″ nord, 4° 38′ 48″ est   |       |
| Château du Plessis                                                                                   | Fresnoy-le-Château          | Aube                    | Grand Est                  | inscrit    | « PA10000014 », notice no PA10000014 | 48° 13′ 19″ nord, 4° 13′ 31″ est   |       |
| Abbaye                                                                                               | Montiéramey                 | Aube                    | Grand Est                  | inscrit    | « PA10000016 », notice no PA10000016 | 48° 13′ 41″ nord, 4° 18′ 21″ est   |       |
| Église de l'Assomption-de-la-Vierge                                                                  | Proverville                 | Aube                    | Grand Est                  | inscrit    | « PA10000017 », notice no PA10000017 | 48° 13′ 54″ nord, 4° 41′ 43″ est   |       |
| Église Notre-Dame des Trévois                                                                        | Troyes                      | Aube                    | Grand Est                  | classé     | « PA10000012 », notice no PA10000012 | 48° 17′ 01″ nord, 4° 05′ 06″ est   |       |
| Château de Cascastel                                                                                 | Cascastel-des-Corbières     | Aude                    | Occitanie                  | inscrit    | « PA00102623 », notice no PA00102623 | 42° 59′ 10″ nord, 2° 45′ 32″ est   |       |
| Abbaye Sainte-Marie de Fontfroide                                                                    | Narbonne                    | Aude                    | Occitanie                  | classé     | « PA00102787 », notice no PA00102787 | 43° 07′ 39″ nord, 2° 53′ 54″ est   |       |
| Hôtel de l'Archidiacre                                                                               | Narbonne                    | Aude                    | Occitanie                  | classé     | « PA00102834 », notice no PA00102834 | 43° 11′ 07″ nord, 3° 00′ 16″ est   |       |
| Église Notre-Dame-des-Mines d'Aubin                                                                  | Aubin                       | Aveyron                 | Occitanie                  | inscrit    | « PA12000021 », notice no PA12000021 | 44° 32′ 23″ nord, 2° 16′ 06″ est   |       |
| Manoir de Curlande                                                                                   | Marcillac-Vallon            | Aveyron                 | Occitanie                  | inscrit    | « PA12000022 », notice no PA12000022 | 44° 29′ 08″ nord, 2° 29′ 13″ est   |       |
| Château de Recoules                                                                                  | Recoules-Prévinquières      | Aveyron                 | Occitanie                  | inscrit    | « PA12000023 », notice no PA12000023 | 44° 20′ 23″ nord, 2° 58′ 07″ est   |       |
| Chapelle Sainte-Croix                                                                                | Châtenois                   | Bas-Rhin                | Grand Est                  | inscrit    | « PA67000047 », notice no PA67000047 | 48° 16′ 11″ nord, 7° 23′ 59″ est   |       |
| Ferme                                                                                                | Lampertheim                 | Bas-Rhin                | Grand Est                  | inscrit    | « PA67000048 », notice no PA67000048 | 48° 38′ 56″ nord, 7° 42′ 05″ est   |       |
| Cimetière juif                                                                                       | Mackenheim                  | Bas-Rhin                | Grand Est                  | inscrit    | « PA67000050 », notice no PA67000050 | 48° 11′ 24″ nord, 7° 36′ 13″ est   |       |
| Brasserie                                                                                            | Mutzig                      | Bas-Rhin                | Grand Est                  | inscrit    | « PA67000042 », notice no PA67000042 | 48° 32′ 24″ nord, 7° 27′ 02″ est   |       |
| Fort Rapp (ancien fort Moltke)                                                                       | Reichstett                  | Bas-Rhin                | Grand Est                  | inscrit    | « PA67000049 », notice no PA67000049 | 48° 38′ 25″ nord, 7° 45′ 23″ est   |       |
| Enceinte urbaine médiévale                                                                           | Strasbourg                  | Bas-Rhin                | Grand Est                  | inscrit    | « PA67000051 », notice no PA67000051 | 48° 35′ 14″ nord, 7° 44′ 15″ est   |       |
| Moulin à huile                                                                                       | La Wantzenau                | Bas-Rhin                | Grand Est                  | inscrit    | « PA67000052 », notice no PA67000052 | 48° 39′ 31″ nord, 7° 49′ 57″ est   |       |
| Bastide du Jas de Bouffan                                                                            | Aix-en-Provence             | Bouches-du-Rhône        | Provence-Alpes-Côte d'Azur | classé     | « PA13000001 », notice no PA13000001 | 43° 31′ 38″ nord, 5° 25′ 44″ est   |       |
| Bastide de Tour Sainte                                                                               | Marseille                   | Bouches-du-Rhône        | Provence-Alpes-Côte d'Azur | inscrit    | « PA13000036 », notice no PA13000036 | 43° 20′ 44″ nord, 5° 23′ 15″ est   |       |
| École maternelle de Ferrières                                                                        | Martigues                   | Bouches-du-Rhône        | Provence-Alpes-Côte d'Azur | inscrit    | « PA13000035 », notice no PA13000035 | 43° 24′ 26″ nord, 5° 02′ 48″ est   |       |
| Manoir du Bais                                                                                       | Cambremer                   | Calvados                | Normandie                  | classé     | « PA00111206 », notice no PA00111206 | 49° 10′ 01″ nord, 0° 02′ 38″ est   |       |
| Église Saint-Germain                                                                                 | Fervaques                   | Calvados                | Normandie                  | inscrit    | « PA14000024 », notice no PA14000024 | 49° 02′ 28″ nord, 0° 15′ 11″ est   |       |
| Église de la Sainte-Trinité                                                                          | Lantheuil                   | Calvados                | Normandie                  | inscrit    | « PA14000025 », notice no PA14000025 | 49° 16′ 23″ nord, 0° 30′ 14″ ouest |       |
| Batterie                                                                                             | Longues-sur-Mer             | Calvados                | Normandie                  | classé     | « PA00132892 », notice no PA00132892 | 49° 20′ 36″ nord, 0° 41′ 42″ ouest |       |
| Batterie de Merville                                                                                 | Merville-Franceville-Plage  | Calvados                | Normandie                  | classé     | « PA14000026 », notice no PA14000026 | 49° 16′ 10″ nord, 0° 11′ 52″ ouest |       |
| Hôtel des Roches Noires                                                                              | Trouville-sur-Mer           | Calvados                | Normandie                  | classé     | « PA14000023 », notice no PA14000023 | 49° 22′ 20″ nord, 0° 05′ 03″ est   |       |
| Château de Ferluc                                                                                    | Drugeac                     | Cantal                  | Auvergne-Rhône-Alpes       | inscrit    | « PA15000011 », notice no PA15000011 | 45° 10′ 18″ nord, 2° 23′ 20″ est   |       |
| Château de Faussanges                                                                                | Saint-Cernin                | Cantal                  | Auvergne-Rhône-Alpes       | inscrit    | « PA00093599 », notice no PA00093599 | 45° 03′ 03″ nord, 2° 28′ 01″ est   |       |
| Couvent du chapitre de Saint-Chamant                                                                 | Saint-Chamant               | Cantal                  | Auvergne-Rhône-Alpes       | inscrit    | « PA15000012 », notice no PA15000012 | 45° 05′ 21″ nord, 2° 26′ 32″ est   |       |
| Palais épiscopal                                                                                     | Saint-Flour                 | Cantal                  | Auvergne-Rhône-Alpes       | inscrit    | « PA15000010 », notice no PA15000010 | 45° 01′ 59″ nord, 3° 05′ 41″ est   |       |
| Église Saint-Martial                                                                                 | Angoulême                   | Charente                | Nouvelle-Aquitaine         | inscrit    | « PA16000018 », notice no PA16000018 | 45° 38′ 55″ nord, 0° 09′ 36″ est   |       |
| Manufacture de papiers Hébert                                                                        | Angoulême                   | Charente                | Nouvelle-Aquitaine         | classé     | « PA16000011 », notice no PA16000011 | 45° 39′ 12″ nord, 0° 08′ 47″ est   |       |
| Église Notre-Dame d'Obézine                                                                          | Angoulême                   | Charente                | Nouvelle-Aquitaine         | inscrit    | « PA16000019 », notice no PA16000019 | 45° 38′ 48″ nord, 0° 09′ 35″ est   |       |
| Église Saint-Jacques de l'Houmeau                                                                    | Angoulême                   | Charente                | Nouvelle-Aquitaine         | inscrit    | « PA16000017 », notice no PA16000017 | 45° 39′ 21″ nord, 0° 09′ 38″ est   |       |
| Église Saint-Pierre de Brillac                                                                       | Brillac                     | Charente                | Nouvelle-Aquitaine         | inscrit    | « PA16000015 », notice no PA16000015 | 46° 03′ 38″ nord, 0° 46′ 39″ est   |       |
| Abbaye Notre-Dame de La Couronne                                                                     | La Couronne                 | Charente                | Nouvelle-Aquitaine         | classé     | « PA00104347 », notice no PA00104347 | 45° 36′ 46″ nord, 0° 06′ 09″ est   |       |
| Couvent des Carmes de La Rochefoucauld                                                               | La Rochefoucauld            | Charente                | Nouvelle-Aquitaine         | inscrit    | « PA00104468 », notice no PA00104468 | 45° 44′ 29″ nord, 0° 23′ 03″ est   |       |
| Église Saint-Pierre de Rougnac                                                                       | Rougnac                     | Charente                | Nouvelle-Aquitaine         | inscrit    | « PA16000020 », notice no PA16000020 | 45° 32′ 13″ nord, 0° 21′ 30″ est   |       |
| Château de Puybautier                                                                                | Saint-Coutant               | Charente                | Nouvelle-Aquitaine         | inscrit    | « PA16000016 », notice no PA16000016 | 46° 00′ 34″ nord, 0° 25′ 09″ est   |       |
| Fort de l'Aiguille                                                                                   | Fouras                      | Charente-Maritime       | Nouvelle-Aquitaine         | inscrit    | « PA17000040 », notice no PA17000040 | 45° 59′ 47″ nord, 1° 06′ 26″ ouest |       |
| Église Saint-Gervais-Saint-Protais de Jonzac                                                         | Jonzac                      | Charente-Maritime       | Nouvelle-Aquitaine         | inscrit    | « PA17000039 », notice no PA17000039 | 45° 26′ 42″ nord, 0° 26′ 12″ ouest |       |
| Château de Chatelars                                                                                 | Meursac                     | Charente-Maritime       | Nouvelle-Aquitaine         | inscrit    | « PA17000042 », notice no PA17000042 | 45° 37′ 49″ nord, 0° 48′ 50″ ouest |       |
| Lycée Marguerite-de-Navarre                                                                          | Bourges                     | Cher                    | Centre-Val de Loire        | inscrit    | « PA18000018 », notice no PA18000018 | 47° 04′ 58″ nord, 2° 22′ 24″ est   |       |
| Immeuble de l'entreprise Leiseing                                                                    | Bourges                     | Cher                    | Centre-Val de Loire        | inscrit    | « PA18000017 », notice no PA18000017 | 47° 04′ 59″ nord, 2° 23′ 50″ est   |       |
| Église Saint-Saturnin du Chautay                                                                     | Le Chautay                  | Cher                    | Centre-Val de Loire        | inscrit    | « PA18000019 », notice no PA18000019 | 46° 58′ 37″ nord, 2° 57′ 58″ est   |       |
| Hôtel Salès de Marqueyssac                                                                           | Brive-la-Gaillarde          | Corrèze                 | Nouvelle-Aquitaine         | inscrit    | « PA19000011 », notice no PA19000011 | 45° 09′ 31″ nord, 1° 32′ 06″ est   |       |
| Maison                                                                                               | Lubersac                    | Corrèze                 | Nouvelle-Aquitaine         | inscrit    | « PA19000013 », notice no PA19000013 | 45° 26′ 40″ nord, 1° 24′ 15″ est   |       |
| Église de la Nativité                                                                                | Bagnot                      | Côte-d'Or               | Bourgogne-Franche-Comté    | inscrit    | « PA00112092 », notice no PA00112092 | 47° 03′ 35″ nord, 5° 04′ 30″ est   |       |
| Hôtel de Clermont-Tonnerre                                                                           | Châtillon-sur-Seine         | Côte-d'Or               | Bourgogne-Franche-Comté    | inscrit    | « PA21000021 », notice no PA21000021 | 47° 51′ 20″ nord, 4° 34′ 31″ est   |       |
| Hôtel Rigoley de Chevigny                                                                            | Dijon                       | Côte-d'Or               | Bourgogne-Franche-Comté    | inscrit    | « PA00112431 », notice no PA00112431 | 47° 19′ 08″ nord, 5° 02′ 25″ est   |       |
| Église Saint-Barthélemy                                                                              | Poncey-sur-l'Ignon          | Côte-d'Or               | Bourgogne-Franche-Comté    | classé     | « PA00112591 », notice no PA00112591 | 47° 29′ 44″ nord, 4° 45′ 39″ est   |       |
| Église de la Nativité                                                                                | Rochefort-sur-Brévon        | Côte-d'Or               | Bourgogne-Franche-Comté    | inscrit    | « PA21000022 », notice no PA21000022 | 47° 44′ 33″ nord, 4° 42′ 13″ est   |       |
| Église Saint-Clément                                                                                 | Saint-Euphrône              | Côte-d'Or               | Bourgogne-Franche-Comté    | inscrit    | « PA21000024 », notice no PA21000024 | 47° 28′ 37″ nord, 4° 22′ 51″ est   |       |
| Église Saint-Germain-d'Auxerre                                                                       | Vitteaux                    | Côte-d'Or               | Bourgogne-Franche-Comté    | classé     | « PA00112734 », notice no PA00112734 | 47° 24′ 02″ nord, 4° 32′ 26″ est   |       |
| Château des Écurettes                                                                                | Saint-Georges-Nigremont     | Creuse                  | Nouvelle-Aquitaine         | inscrit    | « PA23000006 », notice no PA23000006 | 45° 50′ 31″ nord, 2° 17′ 10″ est   |       |
| Logis de Boissec                                                                                     | Exoudun                     | Deux-Sèvres             | Nouvelle-Aquitaine         | inscrit    | « PA79000020 », notice no PA79000020 | 46° 20′ 44″ nord, 0° 04′ 52″ ouest |       |
| Église Saint-Benoît de la Boissière                                                                  | Lageon                      | Deux-Sèvres             | Nouvelle-Aquitaine         | inscrit    | « PA79000021 », notice no PA79000021 | 46° 43′ 05″ nord, 0° 16′ 10″ ouest |       |
| Château de la Blandinière                                                                            | Mauléon                     | Deux-Sèvres             | Nouvelle-Aquitaine         | classé     | « PA79000011 », notice no PA79000011 | 46° 56′ 03″ nord, 0° 47′ 00″ ouest |       |
| Maison de la Vierge                                                                                  | Niort                       | Deux-Sèvres             | Nouvelle-Aquitaine         | inscrit    | « PA79000019 », notice no PA79000019 | 46° 19′ 35″ nord, 0° 27′ 35″ ouest |       |
| Château de Saint-Symphorien                                                                          | Saint-Symphorien            | Deux-Sèvres             | Nouvelle-Aquitaine         | classé     | « PA79000015 », notice no PA79000015 | 46° 15′ 50″ nord, 0° 29′ 30″ ouest |       |
| Domaine du château de Campagne                                                                       | Campagne                    | Dordogne                | Nouvelle-Aquitaine         | inscrit    | « PA00082427 », notice no PA00082427 | 44° 54′ 29″ nord, 0° 58′ 05″ est   |       |
| Château de La Chapelle-Faucher                                                                       | La Chapelle-Faucher         | Dordogne                | Nouvelle-Aquitaine         | inscrit    | « PA00082479 », notice no PA00082479 | 45° 22′ 10″ nord, 0° 45′ 04″ est   |       |
| Château de Montardy                                                                                  | Grand-Brassac               | Dordogne                | Nouvelle-Aquitaine         | inscrit    | « PA24000032 », notice no PA24000032 | 45° 17′ 30″ nord, 0° 26′ 33″ est   |       |
| Église Saint-Félicien                                                                                | Issigeac                    | Dordogne                | Nouvelle-Aquitaine         | classé     | « PA00082581 », notice no PA00082581 | 44° 43′ 49″ nord, 0° 36′ 26″ est   |       |
| Château de Montastruc                                                                                | Lamonzie-Montastruc         | Dordogne                | Nouvelle-Aquitaine         | inscrit    | « PA00082601 », notice no PA00082601 | 44° 53′ 49″ nord, 0° 35′ 24″ est   |       |
| Église Saint-Christophe                                                                              | Montferrand-du-Périgord     | Dordogne                | Nouvelle-Aquitaine         | classé     | « PA00082689 », notice no PA00082689 | 44° 44′ 46″ nord, 0° 51′ 34″ est   |       |
| Château du Claud (ou du Claux)                                                                       | Salignac-Eyvigues           | Dordogne                | Nouvelle-Aquitaine         | classé     | « PA00082910 », notice no PA00082910 | 44° 56′ 42″ nord, 1° 21′ 40″ est   |       |
| Château du Fraysse                                                                                   | Terrasson-Lavilledieu       | Dordogne                | Nouvelle-Aquitaine         | inscrit    | « PA24000031 », notice no PA24000031 | 45° 07′ 40″ nord, 1° 18′ 45″ est   |       |
| Chapelle Notre-Dame du Mouret                                                                        | Terrasson-Lavilledieu       | Dordogne                | Nouvelle-Aquitaine         | inscrit    | « PA24000030 », notice no PA24000030 | 45° 05′ 13″ nord, 1° 17′ 48″ est   |       |
| Église Saint-Sour                                                                                    | Terrasson-Lavilledieu       | Dordogne                | Nouvelle-Aquitaine         | inscrit    | « PA00083011 », notice no PA00083011 | 45° 07′ 37″ nord, 1° 18′ 20″ est   |       |
| Hôtel Terrier                                                                                        | Besançon                    | Doubs                   | Bourgogne-Franche-Comté    | inscrit    | « PA00101507 », notice no PA00101507 | 47° 13′ 58″ nord, 6° 01′ 32″ est   |       |
| Hôtel de Clévans                                                                                     | Besançon                    | Doubs                   | Bourgogne-Franche-Comté    | inscrit    | « PA25000020 », notice no PA25000020 | 47° 13′ 57″ nord, 6° 01′ 34″ est   |       |
| Hôtel de Rosières                                                                                    | Besançon                    | Doubs                   | Bourgogne-Franche-Comté    | inscrit    | « PA25000021 », notice no PA25000021 | 47° 14′ 19″ nord, 6° 01′ 19″ est   |       |
| Maison de justice du Bizot                                                                           | Le Bizot                    | Doubs                   | Bourgogne-Franche-Comté    | inscrit    | « PA25000022 », notice no PA25000022 | 47° 08′ 07″ nord, 6° 40′ 18″ est   |       |
| Ferme                                                                                                | Les Combes                  | Doubs                   | Bourgogne-Franche-Comté    | inscrit    | « PA25000023 », notice no PA25000023 | 47° 03′ 34″ nord, 6° 32′ 44″ est   |       |
| Presbytère de Remoray                                                                                | Remoray-Boujeons            | Doubs                   | Bourgogne-Franche-Comté    | inscrit    | « PA25000024 », notice no PA25000024 | 46° 46′ 06″ nord, 6° 14′ 23″ est   |       |
| Tuilerie de Vaire-le-Petit                                                                           | Vaire-le-Petit              | Doubs                   | Bourgogne-Franche-Comté    | inscrit    | « PA25000025 », notice no PA25000025 | 47° 17′ 07″ nord, 6° 08′ 48″ est   |       |
| Ferme sur la Roche                                                                                   | Villers-le-Lac              | Doubs                   | Bourgogne-Franche-Comté    | inscrit    | « PA25000026 », notice no PA25000026 | 47° 02′ 31″ nord, 6° 41′ 16″ est   |       |
| Château de Rochefort-en-Valdaine                                                                     | Rochefort-en-Valdaine       | Drôme                   | Auvergne-Rhône-Alpes       | inscrit    | « PA26000010 », notice no PA26000010 | 44° 30′ 40″ nord, 4° 51′ 15″ est   |       |
| Cimetière russe de Sainte-Geneviève-des-Bois                                                         | Sainte-Geneviève-des-Bois   | Essonne                 | Île-de-France              | inscrit    | « PA91000006 », notice no PA91000006 | 48° 38′ 01″ nord, 2° 20′ 37″ est   |       |
| Église Sainte-Cécile                                                                                 | Acquigny                    | Eure                    | Normandie                  | classé     | « PA00099291 », notice no PA00099291 | 49° 10′ 20″ nord, 1° 11′ 10″ est   |       |
| Hôtel de ville de Breteuil                                                                           | Breteuil                    | Eure                    | Normandie                  | inscrit    | « PA27000041 », notice no PA27000041 | 48° 50′ 10″ nord, 0° 54′ 48″ est   |       |
| Ferme de Vaux                                                                                        | Gisors                      | Eure                    | Normandie                  | inscrit    | « PA27000042 », notice no PA27000042 | 49° 16′ 09″ nord, 1° 45′ 44″ est   |       |
| Hôtel de ville d'Harcourt                                                                            | Harcourt                    | Eure                    | Normandie                  | inscrit    | « PA27000040 », notice no PA27000040 | 49° 10′ 01″ nord, 0° 47′ 09″ est   |       |
| Château de Saint-Aubin-d'Écrosville                                                                  | Saint-Aubin-d'Écrosville    | Eure                    | Normandie                  | inscrit    | « PA00099542 », notice no PA00099542 | 49° 08′ 27″ nord, 1° 00′ 29″ est   |       |
| Hôtel de Salvat-Duhalde                                                                              | Dreux                       | Eure-et-Loir            | Centre-Val de Loire        | inscrit    | « PA28000008 », notice no PA28000008 | 48° 44′ 18″ nord, 1° 22′ 02″ est   |       |
| Château de Méréglise                                                                                 | Méréglise                   | Eure-et-Loir            | Centre-Val de Loire        | inscrit    | « PA28000009 », notice no PA28000009 | 48° 17′ 31″ nord, 1° 11′ 28″ est   |       |
| Abbaye de la Sainte-Trinité de Tiron                                                                 | Thiron-Gardais              | Eure-et-Loir            | Centre-Val de Loire        | inscrit    | « PA00097223 », notice no PA00097223 | 48° 18′ 43″ nord, 0° 59′ 37″ est   |       |
| Château de Trohanet                                                                                  | Briec                       | Finistère               | Bretagne                   | inscrit    | « PA29000043 », notice no PA29000043 | 48° 04′ 10″ nord, 3° 56′ 37″ ouest |       |
| Manoir de Kerivoas                                                                                   | Kerlouan                    | Finistère               | Bretagne                   | inscrit    | « PA29000042 », notice no PA29000042 | 48° 39′ 01″ nord, 4° 23′ 25″ ouest |       |
| Manufacture des tabacs                                                                               | Morlaix                     | Finistère               | Bretagne                   | classé     | « PA29000015 », notice no PA29000015 | 48° 35′ 00″ nord, 3° 50′ 08″ ouest |       |
| Château de Thomas Burnet                                                                             | Gallargues-le-Montueux      | Gard                    | Occitanie                  | inscrit    | « PA30000034 », notice no PA30000034 | 43° 43′ 19″ nord, 4° 10′ 41″ est   |       |
| Hôpital Saint-Jacques                                                                                | Gallargues-le-Montueux      | Gard                    | Occitanie                  | inscrit    | « PA30000033 », notice no PA30000033 | 43° 43′ 18″ nord, 4° 10′ 26″ est   |       |
| Maison de Paul Rabaut                                                                                | Nîmes                       | Gard                    | Occitanie                  | inscrit    | « PA30000038 », notice no PA30000038 | 43° 50′ 17″ nord, 4° 21′ 07″ est   |       |
| Cimetière protestant                                                                                 | Nîmes                       | Gard                    | Occitanie                  | inscrit    | « PA30000037 », notice no PA30000037 | 43° 50′ 22″ nord, 4° 20′ 33″ est   |       |
| Château de Calvières                                                                                 | Saint-Laurent-d'Aigouze     | Gard                    | Occitanie                  | inscrit    | « PA30000035 », notice no PA30000035 | 43° 38′ 06″ nord, 4° 11′ 42″ est   |       |
| Maison médiévale                                                                                     | Villeneuve-lès-Avignon      | Gard                    | Occitanie                  | inscrit    | « PA30000036 », notice no PA30000036 | 43° 57′ 51″ nord, 4° 47′ 51″ est   |       |
| Livrée cardinalice d'Arnaud de Via                                                                   | Villeneuve-lès-Avignon      | Gard                    | Occitanie                  | inscrit    | « PA00103310 », notice no PA00103310 | 43° 57′ 49″ nord, 4° 47′ 49″ est   |       |
| Église Saint-Eutrope de Bellefond                                                                    | Bellefond                   | Gironde                 | Nouvelle-Aquitaine         | inscrit    | « PA00083141 », notice no PA00083141 | 44° 45′ 56″ nord, 0° 10′ 14″ ouest |       |
| Église Saint-Roch de Blésignac                                                                       | Blésignac                   | Gironde                 | Nouvelle-Aquitaine         | inscrit    | « PA33000037 », notice no PA33000037 | 44° 46′ 30″ nord, 0° 15′ 29″ ouest |       |
| Couvent des Annonciades                                                                              | Bordeaux                    | Gironde                 | Nouvelle-Aquitaine         | inscrit    | « PA00083165 », notice no PA00083165 | 44° 49′ 59″ nord, 0° 34′ 36″ ouest |       |
| Petit hôtel Labottière                                                                               | Bordeaux                    | Gironde                 | Nouvelle-Aquitaine         | classé     | « PA00083202 », notice no PA00083202 | 44° 50′ 57″ nord, 0° 34′ 56″ ouest |       |
| Villa Jeanne                                                                                         | Bouscat (Le)                | Gironde                 | Nouvelle-Aquitaine         | inscrit    | « PA33000038 », notice no PA33000038 | 44° 51′ 19″ nord, 0° 35′ 42″ ouest |       |
| Église Saint-Martin de Cambes                                                                        | Cambes                      | Gironde                 | Nouvelle-Aquitaine         | inscrit    | « PA33000039 », notice no PA33000039 | 44° 43′ 56″ nord, 0° 27′ 46″ ouest |       |
| Château de Lagarette                                                                                 | Camblanes-et-Meynac         | Gironde                 | Nouvelle-Aquitaine         | inscrit    | « PA33000052 », notice no PA33000052 | 44° 46′ 00″ nord, 0° 29′ 26″ ouest |       |
| Croix de cimetière                                                                                   | Faleyras                    | Gironde                 | Nouvelle-Aquitaine         | inscrit    | « PA33000041 », notice no PA33000041 | 44° 46′ 18″ nord, 0° 13′ 32″ ouest |       |
| Église Saint-Gervais-Saint-Protais de Faleyras                                                       | Faleyras                    | Gironde                 | Nouvelle-Aquitaine         | inscrit    | « PA00083545 », notice no PA00083545 | 44° 46′ 18″ nord, 0° 13′ 33″ ouest |       |
| Église Saint-Vincent de Floirac                                                                      | Floirac                     | Gironde                 | Nouvelle-Aquitaine         | inscrit    | « PA33000042 », notice no PA33000042 | 44° 50′ 07″ nord, 0° 31′ 17″ ouest |       |
| Église Saint-Pierre-ès-Liens de Fossès                                                               | Fossès-et-Baleyssac         | Gironde                 | Nouvelle-Aquitaine         | inscrit    | « PA33000043 », notice no PA33000043 | 44° 35′ 38″ nord, 0° 03′ 36″ est   |       |
| Chapelle Saint-Nicolas de Génissac                                                                   | Génissac                    | Gironde                 | Nouvelle-Aquitaine         | inscrit    | « PA33000044 », notice no PA33000044 | 44° 52′ 20″ nord, 0° 14′ 45″ ouest |       |
| Église Notre-Dame de Gironde-sur-Dropt                                                               | Gironde-sur-Dropt           | Gironde                 | Nouvelle-Aquitaine         | inscrit    | « PA33000045 », notice no PA33000045 | 44° 35′ 00″ nord, 0° 05′ 14″ ouest |       |
| Église Saint-Barthélemy de Listrac-de-Durèze                                                         | Listrac-de-Durèze           | Gironde                 | Nouvelle-Aquitaine         | inscrit    | « PA00083601 », notice no PA00083601 | 44° 45′ 41″ nord, 0° 02′ 44″ est   |       |
| Église Saint-Martin de Mouliets                                                                      | Mouliets-et-Villemartin     | Gironde                 | Nouvelle-Aquitaine         | inscrit    | « PA33000046 », notice no PA33000046 | 44° 49′ 18″ nord, 0° 01′ 47″ ouest |       |
| Église Saint-Pierre de Naujan-et-Postiac                                                             | Naujan-et-Postiac           | Gironde                 | Nouvelle-Aquitaine         | inscrit    | « PA33000047 », notice no PA33000047 | 44° 47′ 21″ nord, 0° 10′ 49″ ouest |       |
| Église Saint-Vincent de Pessac-sur-Dordogne                                                          | Pessac-sur-Dordogne         | Gironde                 | Nouvelle-Aquitaine         | inscrit    | « PA00083659 », notice no PA00083659 | 44° 49′ 15″ nord, 0° 04′ 56″ est   |       |
| Domaine de Bellecroix                                                                                | Pian-sur-Garonne (Le)       | Gironde                 | Nouvelle-Aquitaine         | inscrit    | « PA33000053 », notice no PA33000053 | 44° 34′ 14″ nord, 0° 12′ 43″ ouest |       |
| Croix de cimetière                                                                                   | Saint-Jean-de-Blaignac      | Gironde                 | Nouvelle-Aquitaine         | inscrit    | « PA33000050 », notice no PA33000050 | 44° 48′ 45″ nord, 0° 08′ 23″ ouest |       |
| Église de Saint-Pierre-de-Bat                                                                        | Saint-Pierre-de-Bat         | Gironde                 | Nouvelle-Aquitaine         | inscrit    | « PA00083799 », notice no PA00083799 | 44° 40′ 25″ nord, 0° 13′ 55″ ouest |       |
| Église Sainte-Radegonde                                                                              | Sainte-Radegonde            | Gironde                 | Nouvelle-Aquitaine         | inscrit    | « PA00083823 », notice no PA00083823 | 44° 48′ 20″ nord, 0° 00′ 58″ est   |       |
| Villa Téthys                                                                                         | La Teste-de-Buch            | Gironde                 | Nouvelle-Aquitaine         | inscrit    | « PA33000051 », notice no PA33000051 | 44° 38′ 13″ nord, 1° 12′ 12″ ouest |       |
| Château de Vayres                                                                                    | Vayres                      | Gironde                 | Nouvelle-Aquitaine         | classé     | « PA00083856 », notice no PA00083856 | 44° 54′ 01″ nord, 0° 18′ 59″ ouest |       |
| Église Saint-Michel                                                                                  | Herrlisheim-près-Colmar     | Haut-Rhin               | Grand Est                  | inscrit    | « PA68000033 », notice no PA68000033 | 48° 01′ 04″ nord, 7° 19′ 43″ est   |       |
| Presbytère                                                                                           | Rouffach                    | Haut-Rhin               | Grand Est                  | inscrit    | « PA68000034 », notice no PA68000034 | 47° 57′ 30″ nord, 7° 17′ 59″ est   |       |
| Église Sainte-Apollonie d'Aurin                                                                      | Aurin                       | Haute-Garonne           | Occitanie                  | inscrit    | « PA31000045 », notice no PA31000045 | 43° 32′ 05″ nord, 1° 40′ 06″ est   |       |
| Couvent Sainte-Catherine de Sienne                                                                   | Blagnac                     | Haute-Garonne           | Occitanie                  | inscrit    | « PA31000046 », notice no PA31000046 | 43° 37′ 48″ nord, 1° 23′ 59″ est   |       |
| Château de Cambiac                                                                                   | Cambiac                     | Haute-Garonne           | Occitanie                  | inscrit    | « PA31000047 », notice no PA31000047 | 43° 29′ 21″ nord, 1° 47′ 27″ est   |       |
| Église Saint-Martin de Castelnau-d'Estrétefonds                                                      | Castelnau-d'Estrétefonds    | Haute-Garonne           | Occitanie                  | inscrit    | « PA31000048 », notice no PA31000048 | 43° 47′ 06″ nord, 1° 21′ 33″ est   |       |
| Église Saint-Christophe de Jurvielle                                                                 | Jurvielle                   | Haute-Garonne           | Occitanie                  | inscrit    | « PA31000049 », notice no PA31000049 | 42° 49′ 04″ nord, 0° 29′ 14″ est   |       |
| Château de Roquefoulet                                                                               | Montgeard                   | Haute-Garonne           | Occitanie                  | inscrit    | « PA31000050 », notice no PA31000050 | 43° 21′ 04″ nord, 1° 39′ 15″ est   |       |
| Château de Mourvilles-Basses                                                                         | Mourvilles-Basses           | Haute-Garonne           | Occitanie                  | inscrit    | « PA31000051 », notice no PA31000051 | 43° 29′ 32″ nord, 1° 41′ 57″ est   |       |
| Église Saint-Laurent                                                                                 | Saint-Laurent               | Haute-Garonne           | Occitanie                  | inscrit    | « PA31000052 », notice no PA31000052 | 43° 19′ 30″ nord, 0° 48′ 02″ est   |       |
| Château Saint-Simon (ou de Candie)                                                                   | Toulouse                    | Haute-Garonne           | Occitanie                  | inscrit    | « PA31000054 », notice no PA31000054 | 43° 32′ 37″ nord, 1° 23′ 20″ est   |       |
| Château de Vieillevigne                                                                              | Vieillevigne                | Haute-Garonne           | Occitanie                  | inscrit    | « PA31000053 », notice no PA31000053 | 43° 24′ 16″ nord, 1° 39′ 27″ est   |       |
| Tour de Mariac                                                                                       | Lafarre                     | Haute-Loire             | Auvergne-Rhône-Alpes       | inscrit    | « PA43000020 », notice no PA43000020 | 44° 50′ 56″ nord, 3° 59′ 10″ est   |       |
| Abbaye Saint-André de Lavaudieu                                                                      | Lavaudieu                   | Haute-Loire             | Auvergne-Rhône-Alpes       | inscrit    | « PA00092685 », notice no PA00092685 | 45° 15′ 49″ nord, 3° 27′ 17″ est   |       |
| Prieuré de Lavoûte-Chilhac                                                                           | Lavoûte-Chilhac             | Haute-Loire             | Auvergne-Rhône-Alpes       | classé     | « PA00092689 », notice no PA00092689 | 45° 08′ 52″ nord, 3° 24′ 10″ est   |       |
| Château de Védrines                                                                                  | Lorlanges                   | Haute-Loire             | Auvergne-Rhône-Alpes       | inscrit    | « PA43000021 », notice no PA43000021 | 45° 19′ 50″ nord, 3° 14′ 32″ est   |       |
| Abbaye de Pébrac                                                                                     | Pébrac                      | Haute-Loire             | Auvergne-Rhône-Alpes       | classé     | « PA00092725 », notice no PA00092725 | 45° 01′ 50″ nord, 3° 30′ 33″ est   |       |
| Hôtel de La Battut                                                                                   | Le Puy-en-Velay             | Haute-Loire             | Auvergne-Rhône-Alpes       | inscrit    | « PA00092759 », notice no PA00092759 | 45° 02′ 45″ nord, 3° 53′ 01″ est   |       |
| Château de Bosbomparent                                                                              | Saint-Beauzire              | Haute-Loire             | Auvergne-Rhône-Alpes       | inscrit    | « PA43000022 », notice no PA43000022 | 45° 17′ 35″ nord, 3° 17′ 15″ est   |       |
| Château de Cirey-sur-Blaise                                                                          | Cirey-sur-Blaise            | Haute-Marne             | Grand Est                  | inscrit    | « PA00079030 », notice no PA00079030 | 48° 19′ 47″ nord, 4° 56′ 24″ est   |       |
| Château de Bienville                                                                                 | Eurville-Bienville          | Haute-Marne             | Grand Est                  | inscrit    | « PA52000018 », notice no PA52000018 | 48° 34′ 25″ nord, 5° 02′ 45″ est   |       |
| Château de Juzennecourt                                                                              | Juzennecourt                | Haute-Marne             | Grand Est                  | inscrit    | « PA52000017 », notice no PA52000017 | 48° 11′ 09″ nord, 4° 58′ 56″ est   |       |
| La Mothe-en-Bassigny                                                                                 | Soulaucourt-sur-Mouzon      | Haute-Marne             | Grand Est                  | classé     | « PA00079246 », notice no PA00079246 | 48° 07′ 27″ nord, 5° 25′ 05″ est   |       |
| Maison Gaudy                                                                                         | Granges-le-Bourg            | Haute-Saône             | Bourgogne-Franche-Comté    | inscrit    | « PA70000050 », notice no PA70000050 | 47° 33′ 48″ nord, 6° 35′ 08″ est   |       |
| Grande fontaine de Gy                                                                                | Gy                          | Haute-Saône             | Bourgogne-Franche-Comté    | inscrit    | « PA70000051 », notice no PA70000051 | 47° 24′ 19″ nord, 5° 48′ 42″ est   |       |
| Lavoir de Gy                                                                                         | Gy                          | Haute-Saône             | Bourgogne-Franche-Comté    | inscrit    | « PA70000052 », notice no PA70000052 | 47° 24′ 27″ nord, 5° 48′ 29″ est   |       |
| Chevalement du puits Sainte-Marie                                                                    | Ronchamp                    | Haute-Saône             | Bourgogne-Franche-Comté    | inscrit    | « PA70000053 », notice no PA70000053 | 47° 42′ 11″ nord, 6° 37′ 48″ est   |       |
| Grenier chalot de Saint-Bresson                                                                      | Saint-Bresson               | Haute-Saône             | Bourgogne-Franche-Comté    | inscrit    | « PA70000054 », notice no PA70000054 | 47° 53′ 42″ nord, 6° 30′ 54″ est   |       |
| Pont tournant de Selles                                                                              | Selles                      | Haute-Saône             | Bourgogne-Franche-Comté    | classé     | « PA00132864 », notice no PA00132864 | 47° 57′ 42″ nord, 6° 05′ 12″ est   |       |
| Château de Villersexel                                                                               | Villersexel                 | Haute-Saône             | Bourgogne-Franche-Comté    | inscrit    | « PA00102296 », notice no PA00102296 | 47° 33′ 08″ nord, 6° 25′ 48″ est   |       |
| Église Saint-François-de-Sales                                                                       | Faucigny                    | Haute-Savoie            | Auvergne-Rhône-Alpes       | inscrit    | « PA74000004 », notice no PA74000004 | 46° 07′ 05″ nord, 6° 21′ 32″ est   |       |
| Château du Chambon                                                                                   | Bersac-sur-Rivalier         | Haute-Vienne            | Nouvelle-Aquitaine         | inscrit    | « PA87000021 », notice no PA87000021 | 46° 06′ 06″ nord, 1° 27′ 00″ est   |       |
| Hôtel Mathieu de La Gorce                                                                            | Châteauponsac               | Haute-Vienne            | Nouvelle-Aquitaine         | inscrit    | « PA87000017 », notice no PA87000017 | 46° 08′ 02″ nord, 1° 16′ 34″ est   |       |
| Monument à la mémoire des Enfants de la Haute-Vienne morts pour la défense de la Patrie en 1870-1871 | Limoges                     | Haute-Vienne            | Nouvelle-Aquitaine         | inscrit    | « PA87000018 », notice no PA87000018 | 45° 49′ 58″ nord, 1° 15′ 53″ est   |       |
| Siège du cercle de l'Union et Turgot                                                                 | Limoges                     | Haute-Vienne            | Nouvelle-Aquitaine         | inscrit    | « PA87000019 », notice no PA87000019 | 45° 49′ 53″ nord, 1° 15′ 50″ est   |       |
| Château de Saint-Auvent                                                                              | Saint-Auvent                | Haute-Vienne            | Nouvelle-Aquitaine         | inscrit    | « PA87000020 », notice no PA87000020 | 45° 48′ 25″ nord, 0° 55′ 45″ est   |       |
| Lycée Marie-Curie                                                                                    | Sceaux                      | Hauts-de-Seine          | Île-de-France              | inscrit    | « PA92000008 », notice no PA92000008 | 48° 46′ 39″ nord, 2° 17′ 17″ est   |       |
| Lycée Lakanal                                                                                        | Sceaux                      | Hauts-de-Seine          | Île-de-France              | inscrit    | « PA92000009 », notice no PA92000009 | 48° 46′ 35″ nord, 2° 18′ 19″ est   |       |
| Lycée Jean-Mermoz                                                                                    | Béziers                     | Hérault                 | Occitanie                  | inscrit    | « PA34000026 », notice no PA34000026 | 43° 20′ 56″ nord, 3° 14′ 03″ est   |       |
| Château de Bocaud                                                                                    | Jacou                       | Hérault                 | Occitanie                  | classé     | « PA34000024 », notice no PA34000024 | 43° 39′ 41″ nord, 3° 54′ 44″ est   |       |
| Église Saint-Pancrace de Lunas                                                                       | Lunas                       | Hérault                 | Occitanie                  | inscrit    | « PA34000027 », notice no PA34000027 | 43° 42′ 24″ nord, 3° 11′ 37″ est   |       |
| Chapelle Notre-Dame-de-Nize                                                                          | Lunas                       | Hérault                 | Occitanie                  | inscrit    | « PA34000028 », notice no PA34000028 | 43° 42′ 37″ nord, 3° 13′ 29″ est   |       |
| Cave coopérative Les Vignerons libres                                                                | Maraussan                   | Hérault                 | Occitanie                  | inscrit    | « PA34000029 », notice no PA34000029 | 43° 21′ 58″ nord, 3° 09′ 16″ est   |       |
| Hôtel de Mourgue                                                                                     | Marsillargues               | Hérault                 | Occitanie                  | inscrit    | « PA34000030 », notice no PA34000030 | 43° 39′ 50″ nord, 4° 10′ 47″ est   |       |
| Maison-atelier de Paul Dardé                                                                         | Saint-Maurice-Navacelles    | Hérault                 | Occitanie                  | inscrit    | « PA34000031 », notice no PA34000031 | 43° 50′ 54″ nord, 3° 31′ 12″ est   |       |
| Forges de Paimpont                                                                                   | Paimpont                    | Ille-et-Vilaine         | Bretagne                   | inscrit    | « PA35000019 », notice no PA35000019 | 47° 59′ 36″ nord, 2° 08′ 26″ ouest |       |
| Château de Bel-Air                                                                                   | Le Pertre                   | Ille-et-Vilaine         | Bretagne                   | inscrit    | « PA35000017 », notice no PA35000017 | 48° 02′ 20″ nord, 1° 02′ 37″ ouest |       |
| Malouinière de Château Doré                                                                          | Saint-Malo                  | Ille-et-Vilaine         | Bretagne                   | inscrit    | « PA35000018 », notice no PA35000018 | 48° 36′ 45″ nord, 1° 57′ 15″ ouest |       |
| Église de Saint-Suliac                                                                               | Saint-Suliac                | Ille-et-Vilaine         | Bretagne                   | classé     | « PA00090880 », notice no PA00090880 | 48° 34′ 12″ nord, 1° 58′ 24″ ouest |       |
| Château de Bouges                                                                                    | Bouges-le-Château           | Indre                   | Centre-Val de Loire        | classé     | « PA00097284 », notice no PA00097284 | 47° 02′ 32″ nord, 1° 40′ 23″ est   |       |
| Chambre de commerce et d'industrie de l'Indre                                                        | Châteauroux                 | Indre                   | Centre-Val de Loire        | inscrit    | « PA36000008 », notice no PA36000008 | 46° 48′ 43″ nord, 1° 41′ 41″ est   |       |
| Maison du Peuple                                                                                     | Châteauroux                 | Indre                   | Centre-Val de Loire        | inscrit    | « PA36000009 », notice no PA36000009 | 46° 48′ 36″ nord, 1° 41′ 26″ est   |       |
| Prieuré Saint-Pierre de Vontes                                                                       | Esvres                      | Indre-et-Loire          | Centre-Val de Loire        | inscrit    | « PA37000012 », notice no PA37000012 | 47° 16′ 34″ nord, 0° 48′ 28″ est   |       |
| Manoir de la Mazeraie                                                                                | Joué-lès-Tours              | Indre-et-Loire          | Centre-Val de Loire        | inscrit    | « PA37000011 », notice no PA37000011 | 47° 18′ 31″ nord, 0° 39′ 14″ est   |       |
| Manoir de la Grand'Cour                                                                              | Saint-Avertin               | Indre-et-Loire          | Centre-Val de Loire        | inscrit    | « PA00098058 », notice no PA00098058 | 47° 21′ 25″ nord, 0° 42′ 55″ est   |       |
| Château de Chaussin                                                                                  | Chaussin                    | Jura                    | Bourgogne-Franche-Comté    | inscrit    | « PA39000047 », notice no PA39000047 | 46° 57′ 56″ nord, 5° 24′ 20″ est   |       |
| Maison                                                                                               | Dole                        | Jura                    | Bourgogne-Franche-Comté    | inscrit    | « PA39000046 », notice no PA39000046 | 47° 05′ 47″ nord, 5° 29′ 36″ est   |       |
| Château de Rans                                                                                      | Rans                        | Jura                    | Bourgogne-Franche-Comté    | inscrit    | « PA39000048 », notice no PA39000048 | 47° 08′ 39″ nord, 5° 43′ 41″ est   |       |
| Fermes jumelles de Verges                                                                            | Verges                      | Jura                    | Bourgogne-Franche-Comté    | inscrit    | « PA39000049 », notice no PA39000049 | 46° 39′ 11″ nord, 5° 40′ 59″ est   |       |
| Château de Belhade                                                                                   | Belhade                     | Landes                  | Nouvelle-Aquitaine         | inscrit    | « PA40000034 », notice no PA40000034 | 44° 22′ 38″ nord, 0° 42′ 02″ ouest |       |
| Château de Beyries                                                                                   | Beyries                     | Landes                  | Nouvelle-Aquitaine         | inscrit    | « PA40000035 », notice no PA40000035 | 43° 33′ 47″ nord, 0° 39′ 07″ ouest |       |
| Église Saint-Martin de Lévignacq                                                                     | Lévignacq                   | Landes                  | Nouvelle-Aquitaine         | classé     | « PA00083967 », notice no PA00083967 | 44° 00′ 16″ nord, 1° 10′ 05″ ouest |       |
| Église Saint-Laurent de Montégut                                                                     | Montégut                    | Landes                  | Nouvelle-Aquitaine         | inscrit    | « PA40000037 », notice no PA40000037 | 43° 52′ 30″ nord, 0° 11′ 55″ ouest |       |
| Maison du Gouverneur                                                                                 | Montégut                    | Landes                  | Nouvelle-Aquitaine         | inscrit    | « PA40000038 », notice no PA40000038 | 43° 52′ 32″ nord, 0° 11′ 57″ ouest |       |
| Église Notre-Dame des Forges                                                                         | Tarnos                      | Landes                  | Nouvelle-Aquitaine         | inscrit    | « PA40000036 », notice no PA40000036 | 43° 31′ 51″ nord, 1° 29′ 41″ ouest |       |
| Vieux château de Virieu et chapelle de Virieu                                                        | Pélussin                    | Loire                   | Auvergne-Rhône-Alpes       | inscrit    | « PA42000007 », notice no PA42000007 | 45° 25′ 05″ nord, 4° 40′ 13″ est   |       |
| Pont du premier chemin de fer                                                                        | Villars                     | Loire                   | Auvergne-Rhône-Alpes       | inscrit    | « PA42000008 », notice no PA42000008 | 45° 27′ 55″ nord, 4° 22′ 13″ est   |       |
| Château de la Vrillière                                                                              | La Chapelle-Basse-Mer       | Loire-Atlantique        | Pays de la Loire           | inscrit    | « PA44000027 », notice no PA44000027 | 47° 16′ 57″ nord, 1° 21′ 00″ ouest |       |
| Château de la Gascherie                                                                              | La Chapelle-sur-Erdre       | Loire-Atlantique        | Pays de la Loire           | inscrit    | « PA44000028 », notice no PA44000028 | 47° 17′ 49″ nord, 1° 32′ 16″ ouest |       |
| Château du Bois-Rouaud                                                                               | Chéméré                     | Loire-Atlantique        | Pays de la Loire           | inscrit    | « PA44000029 », notice no PA44000029 | 47° 06′ 58″ nord, 1° 51′ 27″ ouest |       |
| Couvent des Ursulines                                                                                | Guérande                    | Loire-Atlantique        | Pays de la Loire           | inscrit    | « PA44000026 », notice no PA44000026 | 47° 19′ 27″ nord, 2° 25′ 14″ ouest |       |
| Cité Radieuse                                                                                        | Rezé                        | Loire-Atlantique        | Pays de la Loire           | classé     | « PA00108783 », notice no PA00108783 | 47° 11′ 19″ nord, 1° 34′ 06″ ouest |       |
| Château de Boisgibault                                                                               | Ardon                       | Loiret                  | Centre-Val de Loire        | inscrit    | « PA45000020 », notice no PA45000020 | 47° 47′ 18″ nord, 1° 52′ 00″ est   |       |
| Église Sainte-Jeanne-d'Arc de Gien                                                                   | Gien                        | Loiret                  | Centre-Val de Loire        | inscrit    | « PA00098785 », notice no PA00098785 | 47° 41′ 07″ nord, 2° 37′ 52″ est   |       |
| Château de Rouville                                                                                  | Le Malesherbois             | Loiret                  | Centre-Val de Loire        | inscrit    | « PA45000018 », notice no PA45000018 | 48° 18′ 15″ nord, 2° 24′ 42″ est   |       |
| Manoir du Grand-Courtoiseau                                                                          | Triguères                   | Loiret                  | Centre-Val de Loire        | inscrit    | « PA45000019 », notice no PA45000019 | 47° 56′ 16″ nord, 2° 57′ 55″ est   |       |
| Grange de Bargues                                                                                    | Assier                      | Lot                     | Occitanie                  | inscrit    | « PA46000024 », notice no PA46000024 | 44° 40′ 31″ nord, 1° 52′ 48″ est   |       |
| Ancien collège Champollion                                                                           | Figeac                      | Lot                     | Occitanie                  | inscrit    | « PA00095073 », notice no PA00095073 | 44° 36′ 40″ nord, 2° 02′ 09″ est   |       |
| Dolmen des Aguals                                                                                    | Gréalou                     | Lot                     | Occitanie                  | inscrit    | « PA46000021 », notice no PA46000021 | 44° 31′ 44″ nord, 1° 53′ 40″ est   |       |
| Castrum de Larnagol                                                                                  | Larnagol                    | Lot                     | Occitanie                  | inscrit    | « PA46000023 », notice no PA46000023 | 44° 28′ 33″ nord, 1° 46′ 41″ est   |       |
| Château de Larnagol                                                                                  | Larnagol                    | Lot                     | Occitanie                  | inscrit    | « PA46000025 », notice no PA46000025 | 44° 28′ 33″ nord, 1° 46′ 41″ est   |       |
| Château de Canabazes                                                                                 | Lacaussade                  | Lot-et-Garonne          | Nouvelle-Aquitaine         | inscrit    | « PA47000049 », notice no PA47000049 | 44° 29′ 39″ nord, 0° 48′ 36″ est   |       |
| Église Sainte-Jehanne-de-France du Passage                                                           | Passage (Le)                | Lot-et-Garonne          | Nouvelle-Aquitaine         | inscrit    | « PA47000050 », notice no PA47000050 | 44° 11′ 22″ nord, 0° 35′ 48″ est   |       |
| Château de Guillery                                                                                  | Pompiey                     | Lot-et-Garonne          | Nouvelle-Aquitaine         | inscrit    | « PA47000051 », notice no PA47000051 | 44° 11′ 04″ nord, 0° 13′ 49″ est   |       |
| Château de Roquefort                                                                                 | Roquefort                   | Lot-et-Garonne          | Nouvelle-Aquitaine         | inscrit    | « PA47000052 », notice no PA47000052 | 44° 10′ 12″ nord, 0° 33′ 23″ est   |       |
| Manufacture de tabac Laperche                                                                        | Tonneins                    | Lot-et-Garonne          | Nouvelle-Aquitaine         | inscrit    | « PA47000053 », notice no PA47000053 | 44° 23′ 12″ nord, 0° 18′ 20″ est   |       |
| Église Saint-Frézal                                                                                  | Grèzes                      | Lozère                  | Occitanie                  | inscrit    | « PA48000009 », notice no PA48000009 | 44° 30′ 44″ nord, 3° 20′ 10″ est   |       |
| Hôtel de Charnières                                                                                  | Angers                      | Maine-et-Loire          | Pays de la Loire           | inscrit    | « PA49000033 », notice no PA49000033 | 47° 28′ 27″ nord, 0° 32′ 52″ ouest |       |
| Église Saint-Alman de Quincé                                                                         | Brissac Loire Aubance       | Maine-et-Loire          | Pays de la Loire           | inscrit    | « PA49000027 », notice no PA49000027 | 47° 20′ 59″ nord, 0° 26′ 49″ ouest |       |
| Église Saint-Pierre de Charcé                                                                        | Brissac Loire Aubance       | Maine-et-Loire          | Pays de la Loire           | inscrit    | « PA49000028 », notice no PA49000028 | 47° 21′ 22″ nord, 0° 24′ 42″ ouest |       |
| Maison forte du Plessis                                                                              | Les Garennes sur Loire      | Maine-et-Loire          | Pays de la Loire           | inscrit    | « PA49000029 », notice no PA49000029 | 47° 23′ 08″ nord, 0° 29′ 50″ ouest |       |
| Logis de la Pezellière                                                                               | Segré-en-Anjou Bleu         | Maine-et-Loire          | Pays de la Loire           | inscrit    | « PA49000030 », notice no PA49000030 | 47° 39′ 21″ nord, 0° 55′ 19″ ouest |       |
| Château du Verger de Seiches-sur-le-Loir                                                             | Seiches-sur-le-Loir         | Maine-et-Loire          | Pays de la Loire           | inscrit    | « PA49000031 », notice no PA49000031 | 47° 35′ 56″ nord, 0° 21′ 37″ ouest |       |
| Château de la Ville-au-Fourrier                                                                      | Vernoil-le-Fourrier         | Maine-et-Loire          | Pays de la Loire           | inscrit    | « PA49000032 », notice no PA49000032 | 47° 24′ 15″ nord, 0° 04′ 49″ est   |       |
| Hôtel Atlantique                                                                                     | Cherbourg-en-Cotentin       | Manche                  | Normandie                  | inscrit    | « PA50000019 », notice no PA50000019 | 49° 38′ 30″ nord, 1° 36′ 45″ ouest |       |
| Château de l'Isle-Marie                                                                              | Picauville                  | Manche                  | Normandie                  | inscrit    | « PA50000020 », notice no PA50000020 | 49° 22′ 05″ nord, 1° 21′ 34″ ouest |       |
| Colombier du manoir d'Argences                                                                       | Saussey                     | Manche                  | Normandie                  | inscrit    | « PA50000021 », notice no PA50000021 | 49° 01′ 02″ nord, 1° 26′ 51″ ouest |       |
| Manoir de Bricquebost                                                                                | Vesly                       | Manche                  | Normandie                  | inscrit    | « PA50000022 », notice no PA50000022 | 49° 13′ 55″ nord, 1° 29′ 04″ ouest |       |
| Château de Montmort                                                                                  | Montmort-Lucy               | Marne                   | Grand Est                  | classé     | « PA00078747 », notice no PA00078747 | 48° 55′ 24″ nord, 3° 48′ 39″ est   |       |
| Piscine du Tennis-Club                                                                               | Reims                       | Marne                   | Grand Est                  | inscrit    | « PA51000007 », notice no PA51000007 | 49° 15′ 01″ nord, 4° 02′ 42″ est   |       |
| Hôtel Périer du Bignon                                                                               | Laval                       | Mayenne                 | Pays de la Loire           | inscrit    | « PA53000017 », notice no PA53000017 | 48° 03′ 57″ nord, 0° 46′ 27″ ouest |       |
| Église Sainte-Jeanne-d'Arc de Lunéville                                                              | Lunéville                   | Meurthe-et-Moselle      | Grand Est                  | inscrit    | « PA54000021 », notice no PA54000021 | 48° 35′ 19″ nord, 6° 30′ 18″ est   |       |
| Immeuble                                                                                             | Nancy                       | Meurthe-et-Moselle      | Grand Est                  | inscrit    | « PA54000022 », notice no PA54000022 | 48° 41′ 52″ nord, 6° 10′ 31″ est   |       |
| Château de Prény                                                                                     | Prény                       | Meurthe-et-Moselle      | Grand Est                  | inscrit    | « PA00106353 », notice no PA00106353 | 48° 58′ 43″ nord, 5° 59′ 42″ est   |       |
| Ensemble fortifié de La Ferrière                                                                     | Locmaria                    | Morbihan                | Bretagne                   | inscrit    | « PA56000050 », notice no PA56000050 | 47° 19′ 00″ nord, 3° 06′ 19″ ouest |       |
| Chapelle de Mangolérian                                                                              | Monterblanc                 | Morbihan                | Bretagne                   | inscrit    | « PA56000052 », notice no PA56000052 | 47° 42′ 54″ nord, 2° 43′ 05″ ouest |       |
| Château de la Haute-Touche                                                                           | Ploërmel                    | Morbihan                | Bretagne                   | inscrit    | « PA56000053 », notice no PA56000053 | 47° 52′ 47″ nord, 2° 22′ 16″ ouest |       |
| Château du Bois de la Roche                                                                          | Néant-sur-Yvel              | Morbihan                | Bretagne                   | inscrit    | « PA56000054 », notice no PA56000054 | 48° 02′ 33″ nord, 2° 19′ 55″ ouest |       |
| Château du Plessis-Josso                                                                             | Theix-Noyalo                | Morbihan                | Bretagne                   | inscrit    | « PA00091756 », notice no PA00091756 | 47° 37′ 47″ nord, 2° 35′ 40″ ouest |       |
| Usine sidérurgique d'Uckange                                                                         | Uckange                     | Moselle                 | Grand Est                  | inscrit    | « PA00135420 », notice no PA00135420 | 49° 18′ 23″ nord, 6° 09′ 25″ est   |       |
| École primaire publique de Vantoux                                                                   | Vantoux                     | Moselle                 | Grand Est                  | inscrit    | « PA57000021 », notice no PA57000021 | 49° 07′ 50″ nord, 6° 13′ 59″ est   |       |
| Abbaye Saint-Léonard de Corbigny                                                                     | Corbigny                    | Nièvre                  | Bourgogne-Franche-Comté    | classé     | « PA00112861 », notice no PA00112861 | 47° 15′ 31″ nord, 3° 40′ 59″ est   |       |
| Chapelle Saint-Sylvain                                                                               | Nevers                      | Nièvre                  | Bourgogne-Franche-Comté    | inscrit    | « PA58000019 », notice no PA58000019 | 46° 59′ 47″ nord, 3° 10′ 11″ est   |       |
| Hôtel Andras de Marcy                                                                                | Nevers                      | Nièvre                  | Bourgogne-Franche-Comté    | inscrit    | « PA58000018 », notice no PA58000018 | 46° 59′ 27″ nord, 3° 09′ 48″ est   |       |
| Église paroissiale Saint-Martin                                                                      | Armbouts-Cappel             | Nord                    | Hauts-de-France            | inscrit    | « PA59000066 », notice no PA59000066 | 50° 58′ 41″ nord, 2° 21′ 07″ est   |       |
| Maison d'habitation dite maison Sterckeman                                                           | Avelin                      | Nord                    | Hauts-de-France            | inscrit    | « PA59000074 », notice no PA59000074 | 50° 31′ 33″ nord, 3° 03′ 58″ est   |       |
| Hôtel de Ville                                                                                       | Bailleul                    | Nord                    | Hauts-de-France            | inscrit    | « PA00107358 », notice no PA00107358 | 50° 44′ 05″ nord, 2° 44′ 04″ est   |       |
| École maternelle Henri-Matisse                                                                       | Le Cateau-Cambrésis         | Nord                    | Hauts-de-France            | inscrit    | « PA59000083 », notice no PA59000083 | 50° 05′ 55″ nord, 3° 32′ 38″ est   |       |
| Groupe scolaire Auguste-Herbin                                                                       | Le Cateau-Cambrésis         | Nord                    | Hauts-de-France            | inscrit    | « PA59000084 », notice no PA59000084 | 50° 06′ 23″ nord, 3° 32′ 37″ est   |       |
| Maison Dumont                                                                                        | Caudry                      | Nord                    | Hauts-de-France            | inscrit    | « PA59000067 », notice no PA59000067 | 50° 06′ 56″ nord, 3° 24′ 30″ est   |       |
| Hôtel de ville                                                                                       | Comines                     | Nord                    | Hauts-de-France            | inscrit    | « PA59000068 », notice no PA59000068 | 50° 45′ 54″ nord, 3° 00′ 22″ est   |       |
| Ancienne filature dite Les Textiles de Douai                                                         | Douai                       | Nord                    | Hauts-de-France            | inscrit    | « PA59000076 », notice no PA59000076 | 50° 24′ 23″ nord, 3° 07′ 40″ est   |       |
| Maison d'habitation Sdez                                                                             | Lambersart                  | Nord                    | Hauts-de-France            | inscrit    | « PA59000069 », notice no PA59000069 | 50° 38′ 50″ nord, 3° 01′ 34″ est   |       |
| Villa Saint-Georges                                                                                  | Lambersart                  | Nord                    | Hauts-de-France            | inscrit    | « PA59000077 », notice no PA59000077 | 50° 38′ 36″ nord, 3° 01′ 49″ est   |       |
| Observatoire de Lille                                                                                | Lille                       | Nord                    | Hauts-de-France            | inscrit    | « PA59000079 », notice no PA59000079 | 50° 36′ 54″ nord, 3° 04′ 17″ est   |       |
| Hôtel de ville                                                                                       | Loos                        | Nord                    | Hauts-de-France            | inscrit    | « PA59000070 », notice no PA59000070 | 50° 36′ 54″ nord, 3° 00′ 53″ est   |       |
| Grands Moulins de Paris                                                                              | Marquette-lez-Lille         | Nord                    | Hauts-de-France            | inscrit    | « PA59000071 », notice no PA59000071 | 50° 40′ 19″ nord, 3° 03′ 35″ est   |       |
| Chaufferie centrale de la Z.U.P.                                                                     | Mons-en-Barœul              | Nord                    | Hauts-de-France            | inscrit    | « PA59000080 », notice no PA59000080 | 50° 38′ 34″ nord, 3° 07′ 13″ est   |       |
| Maison Verley                                                                                        | Sebourg                     | Nord                    | Hauts-de-France            | inscrit    | « PA59000081 », notice no PA59000081 | 50° 19′ 53″ nord, 3° 39′ 33″ est   |       |
| Maison d'habitation Vendeveegaete (cage d'escalier, élévation)                                       | Tourcoing                   | Nord                    | Hauts-de-France            | inscrit    | « PA59000072 », notice no PA59000072 | 50° 43′ 36″ nord, 3° 09′ 52″ est   |       |
| Hôtel de ville                                                                                       | Valenciennes                | Nord                    | Hauts-de-France            | inscrit    | « PA59000073 », notice no PA59000073 | 50° 21′ 28″ nord, 3° 31′ 26″ est   |       |
| Ancien carmel                                                                                        | Villeneuve-d'Ascq           | Nord                    | Hauts-de-France            | inscrit    | « PA59000082 », notice no PA59000082 | 50° 37′ 33″ nord, 3° 10′ 07″ est   |       |
| École Pierre-Sauvage                                                                                 | Compiègne                   | Oise                    | Hauts-de-France            | inscrit    | « PA60000039 », notice no PA60000039 | 49° 25′ 06″ nord, 2° 49′ 40″ est   |       |
| Clairière de l'Armistice                                                                             | Compiègne                   | Oise                    | Hauts-de-France            | classé     | « PA60000027 », notice no PA60000027 | 49° 25′ 38″ nord, 2° 54′ 23″ est   |       |
| Hôtel de la Rose                                                                                     | Crépy-en-Valois             | Oise                    | Hauts-de-France            | inscrit    | « PA60000035 », notice no PA60000035 | 49° 14′ 11″ nord, 2° 53′ 08″ est   |       |
| Église Saint-Germain de Fresneaux-Montchevreuil                                                      | Fresneaux-Montchevreuil     | Oise                    | Hauts-de-France            | inscrit    | « PA60000040 », notice no PA60000040 | 49° 16′ 53″ nord, 2° 00′ 14″ est   |       |
| Moulin de Pierre                                                                                     | Grez                        | Oise                    | Hauts-de-France            | inscrit    | « PA60000036 », notice no PA60000036 | 49° 38′ 26″ nord, 1° 57′ 44″ est   |       |
| Quai des Déportés                                                                                    | Margny-lès-Compiègne        | Oise                    | Hauts-de-France            | classé     | « PA60000024 », notice no PA60000024 | 49° 25′ 21″ nord, 2° 49′ 28″ est   |       |
| Église Saint-Pierre de Pontpoint                                                                     | Pontpoint                   | Oise                    | Hauts-de-France            | inscrit    | « PA60000041 », notice no PA60000041 | 49° 17′ 47″ nord, 2° 39′ 22″ est   |       |
| Couvent de la Présentation-Notre-Dame                                                                | Senlis                      | Oise                    | Hauts-de-France            | inscrit    | « PA60000042 », notice no PA60000042 | 49° 12′ 12″ nord, 2° 35′ 18″ est   |       |
| Gare                                                                                                 | Senlis                      | Oise                    | Hauts-de-France            | inscrit    | « PA60000037 », notice no PA60000037 | 49° 12′ 22″ nord, 2° 35′ 33″ est   |       |
| Église Saint-Pierre-et-Saint-Paul de Silly-le-Long                                                   | Silly-le-Long               | Oise                    | Hauts-de-France            | inscrit    | « PA60000038 », notice no PA60000038 | 49° 06′ 28″ nord, 2° 47′ 42″ est   |       |
| Église Saint-Germain de Cerisé                                                                       | Cerisé                      | Orne                    | Normandie                  | classé     | « PA61000021 », notice no PA61000021 | 48° 26′ 35″ nord, 0° 07′ 45″ est   |       |
| Château des Feugerets                                                                                | La Chapelle-Souëf           | Orne                    | Normandie                  | inscrit    | « PA61000025 », notice no PA61000025 | 48° 20′ 08″ nord, 0° 35′ 23″ est   |       |
| Château de La Forêt-Auvray                                                                           | La Forêt-Auvray             | Orne                    | Normandie                  | inscrit    | « PA61000027 », notice no PA61000027 | 48° 49′ 17″ nord, 0° 20′ 30″ ouest |       |
| Château de l'Hermitière                                                                              | L'Hermitière                | Orne                    | Normandie                  | inscrit    | « PA00110822 », notice no PA00110822 | 48° 16′ 55″ nord, 0° 38′ 34″ est   |       |
| Hôtel Bertin                                                                                         | 10e arrondissement de Paris | Paris                   | Île-de-France              | inscrit    | « PA00086501 », notice no PA00086501 | 48° 52′ 22″ nord, 2° 21′ 02″ est   |       |
| Immeuble Studio Hôtel                                                                                | 14e arrondissement de Paris | Paris                   | Île-de-France              | inscrit    | « PA75140008 », notice no PA75140008 | 48° 50′ 30″ nord, 2° 19′ 43″ est   |       |
| Immeuble                                                                                             | 14e arrondissement de Paris | Paris                   | Île-de-France              | inscrit    | « PA75140007 », notice no PA75140007 | 48° 50′ 14″ nord, 2° 20′ 14″ est   |       |
| Église Sainte-Odile                                                                                  | 17e arrondissement de Paris | Paris                   | Île-de-France              | inscrit    | « PA75170005 », notice no PA75170005 | 48° 53′ 13″ nord, 2° 17′ 35″ est   |       |
| Théâtre Les Déchargeurs                                                                              | 1er arrondissement de Paris | Paris                   | Île-de-France              | inscrit    | « PA00085875 », notice no PA00085875 | 48° 51′ 35″ nord, 2° 20′ 45″ est   |       |
| Église Saint-Jean-Bosco                                                                              | 20e arrondissement de Paris | Paris                   | Île-de-France              | inscrit    | « PA75200002 », notice no PA75200002 | 48° 51′ 18″ nord, 2° 23′ 53″ est   |       |
| Immeuble                                                                                             | 2e arrondissement de Paris  | Paris                   | Île-de-France              | inscrit    | « PA75020012 », notice no PA75020012 | 48° 52′ 06″ nord, 2° 20′ 11″ est   |       |
| Immeuble                                                                                             | 2e arrondissement de Paris  | Paris                   | Île-de-France              | inscrit    | « PA75020011 », notice no PA75020011 | 48° 52′ 06″ nord, 2° 20′ 16″ est   |       |
| Hôtel Rivié                                                                                          | 2e arrondissement de Paris  | Paris                   | Île-de-France              | inscrit    | « PA75020010 », notice no PA75020010 | 48° 52′ 13″ nord, 2° 20′ 47″ est   |       |
| Immeuble                                                                                             | 2e arrondissement de Paris  | Paris                   | Île-de-France              | inscrit    | « PA75020009 », notice no PA75020009 | 48° 52′ 06″ nord, 2° 20′ 11″ est   |       |
| Villa Robinson                                                                                       | Ambleteuse                  | Pas-de-Calais           | Hauts-de-France            | inscrit    | « PA62000039 », notice no PA62000039 | 50° 48′ 15″ nord, 1° 36′ 47″ est   |       |
| Hôtel de ville de Béthune                                                                            | Béthune                     | Pas-de-Calais           | Hauts-de-France            | classé     | « PA62000040 », notice no PA62000040 | 50° 31′ 54″ nord, 2° 38′ 16″ est   |       |
| Immeuble                                                                                             | Béthune                     | Pas-de-Calais           | Hauts-de-France            | inscrit    | « PA62000047 », notice no PA62000047 | 50° 31′ 50″ nord, 2° 38′ 21″ est   |       |
| Immeubles                                                                                            | Béthune                     | Pas-de-Calais           | Hauts-de-France            | inscrit    | « PA62000043 », notice no PA62000043 | 50° 31′ 50″ nord, 2° 38′ 20″ est   |       |
| Librairie Fournier                                                                                   | Béthune                     | Pas-de-Calais           | Hauts-de-France            | inscrit    | « PA62000041 », notice no PA62000041 | 50° 31′ 48″ nord, 2° 38′ 20″ est   |       |
| Église Notre-Dame de Rocquigny                                                                       | Rocquigny                   | Pas-de-Calais           | Hauts-de-France            | classé     | « PA62000004 », notice no PA62000004 | 50° 03′ 35″ nord, 2° 55′ 41″ est   |       |
| Moulin de Saint-Martin-au-Laërt                                                                      | Saint-Martin-au-Laërt       | Pas-de-Calais           | Hauts-de-France            | inscrit    | « PA62000046 », notice no PA62000046 | 50° 45′ 08″ nord, 2° 13′ 39″ est   |       |
| Hôpital Saint-Jean                                                                                   | Saint-Omer                  | Pas-de-Calais           | Hauts-de-France            | inscrit    | « PA62000045 », notice no PA62000045 | 50° 45′ 03″ nord, 2° 15′ 18″ est   |       |
| Casernes de la Barre                                                                                 | Saint-Omer                  | Pas-de-Calais           | Hauts-de-France            | inscrit    | « PA62000044 », notice no PA62000044 | 50° 45′ 08″ nord, 2° 14′ 59″ est   |       |
| Château de Salperwick                                                                                | Salperwick                  | Pas-de-Calais           | Hauts-de-France            | inscrit    | « PA62000042 », notice no PA62000042 | 50° 46′ 33″ nord, 2° 13′ 23″ est   |       |
| Pâtisserie Rozier                                                                                    | La Bourboule                | Puy-de-Dôme             | Auvergne-Rhône-Alpes       | inscrit    | « PA63000034 », notice no PA63000034 | 45° 35′ 21″ nord, 2° 44′ 26″ est   |       |
| Thermes Saint-Mart                                                                                   | Chamalières                 | Puy-de-Dôme             | Auvergne-Rhône-Alpes       | inscrit    | « PA63000032 », notice no PA63000032 | 45° 46′ 09″ nord, 3° 03′ 30″ est   |       |
| Villa                                                                                                | Chamalières                 | Puy-de-Dôme             | Auvergne-Rhône-Alpes       | inscrit    | « PA63000031 », notice no PA63000031 | 45° 46′ 36″ nord, 3° 04′ 22″ est   |       |
| Maison Rudel du Miral                                                                                | Chauriat                    | Puy-de-Dôme             | Auvergne-Rhône-Alpes       | inscrit    | « PA63000035 », notice no PA63000035 | 45° 45′ 03″ nord, 3° 16′ 46″ est   |       |
| Villa Lise                                                                                           | Clermont-Ferrand            | Puy-de-Dôme             | Auvergne-Rhône-Alpes       | inscrit    | « PA63000040 », notice no PA63000040 | 45° 45′ 27″ nord, 3° 04′ 58″ est   |       |
| Immeuble                                                                                             | Clermont-Ferrand            | Puy-de-Dôme             | Auvergne-Rhône-Alpes       | inscrit    | « PA63000039 », notice no PA63000039 | 45° 46′ 37″ nord, 3° 04′ 23″ est   |       |
| Lycée Jeanne-d'Arc                                                                                   | Clermont-Ferrand            | Puy-de-Dôme             | Auvergne-Rhône-Alpes       | inscrit    | « PA63000037 », notice no PA63000037 | 45° 46′ 38″ nord, 3° 05′ 44″ est   |       |
| Église Saint-Joseph                                                                                  | Clermont-Ferrand            | Puy-de-Dôme             | Auvergne-Rhône-Alpes       | inscrit    | « PA63000036 », notice no PA63000036 | 45° 46′ 48″ nord, 3° 05′ 54″ est   |       |
| Immeuble                                                                                             | Clermont-Ferrand            | Puy-de-Dôme             | Auvergne-Rhône-Alpes       | inscrit    | « PA63000038 », notice no PA63000038 | 45° 46′ 37″ nord, 3° 04′ 44″ est   |       |
| Commanderie de Chaynat                                                                               | Ludesse                     | Puy-de-Dôme             | Auvergne-Rhône-Alpes       | inscrit    | « PA63000033 », notice no PA63000033 | 45° 37′ 17″ nord, 3° 05′ 18″ est   |       |
| Château de Teilhet                                                                                   | Marat                       | Puy-de-Dôme             | Auvergne-Rhône-Alpes       | inscrit    | « PA00092525 », notice no PA00092525 | 45° 40′ 47″ nord, 3° 41′ 35″ est   |       |
| Château de Randan                                                                                    | Randan                      | Puy-de-Dôme             | Auvergne-Rhône-Alpes       | classé     | « PA00092256 », notice no PA00092256 | 46° 00′ 48″ nord, 3° 21′ 10″ est   |       |
| Serre métallique d'Asson                                                                             | Asson                       | Pyrénées-Atlantiques    | Nouvelle-Aquitaine         | inscrit    | « PA64000039 », notice no PA64000039 | 43° 07′ 42″ nord, 0° 16′ 06″ ouest |       |
| Église Notre-Dame-de-l'Assomption de Bidart                                                          | Bidart                      | Pyrénées-Atlantiques    | Nouvelle-Aquitaine         | inscrit    | « PA64000040 », notice no PA64000040 | 43° 26′ 20″ nord, 1° 35′ 23″ ouest |       |
| Église Saint-Nicolas de Guéthary                                                                     | Guéthary                    | Pyrénées-Atlantiques    | Nouvelle-Aquitaine         | inscrit    | « PA64000041 », notice no PA64000041 | 43° 25′ 06″ nord, 1° 36′ 19″ ouest |       |
| Chapelle Saint-Nicolas d'Harambels                                                                   | Ostabat-Asme                | Pyrénées-Atlantiques    | Nouvelle-Aquitaine         | classé     | « PA00084481 », notice no PA00084481 | 43° 16′ 20″ nord, 1° 02′ 54″ ouest |       |
| Église Saint-Sylvestre de Sainte-Colome                                                              | Sainte-Colome               | Pyrénées-Atlantiques    | Nouvelle-Aquitaine         | classé     | « PA00084489 », notice no PA00084489 | 43° 06′ 08″ nord, 0° 24′ 14″ ouest |       |
| Église Saint-Vincent d'Ustaritz                                                                      | Ustaritz                    | Pyrénées-Atlantiques    | Nouvelle-Aquitaine         | inscrit    | « PA64000043 », notice no PA64000043 | 43° 23′ 54″ nord, 1° 27′ 20″ ouest |       |
| Immeuble                                                                                             | Perpignan                   | Pyrénées-Orientales     | Occitanie                  | inscrit    | « PA66000011 », notice no PA66000011 | 42° 42′ 02″ nord, 2° 53′ 45″ est   |       |
| Maison Jourda                                                                                        | Prades                      | Pyrénées-Orientales     | Occitanie                  | inscrit    | « PA66000012 », notice no PA66000012 | 42° 37′ 04″ nord, 2° 25′ 23″ est   |       |
| Maison natale du curé d'Ars                                                                          | Dardilly                    | Rhône                   | Auvergne-Rhône-Alpes       | inscrit    | « PA69000011 », notice no PA69000011 | 45° 48′ 17″ nord, 4° 45′ 12″ est   |       |
| Château de Saconay                                                                                   | Pomeys                      | Rhône                   | Auvergne-Rhône-Alpes       | inscrit    | « PA69000012 », notice no PA69000012 | 45° 38′ 49″ nord, 4° 28′ 15″ est   |       |
| Château de Sain-Bel                                                                                  | Sain-Bel                    | Rhône                   | Auvergne-Rhône-Alpes       | inscrit    | « PA69000013 », notice no PA69000013 | 45° 48′ 43″ nord, 4° 35′ 54″ est   |       |
| Église Saint-Symphorien de Saint-Symphorien-d'Ozon                                                   | Saint-Symphorien-d'Ozon     | Rhône                   | Auvergne-Rhône-Alpes       | inscrit    | « PA69000016 », notice no PA69000016 | 45° 37′ 54″ nord, 4° 51′ 20″ est   |       |
| Église de la Nativité d'Allerey-sur-Saône                                                            | Allerey-sur-Saône           | Saône-et-Loire          | Bourgogne-Franche-Comté    | classé     | « PA00113066 », notice no PA00113066 | 46° 31′ 50″ nord, 4° 41′ 31″ est   |       |
| Hôtel de Millery                                                                                     | Autun                       | Saône-et-Loire          | Bourgogne-Franche-Comté    | inscrit    | « PA71000018 », notice no PA71000018 | 46° 56′ 41″ nord, 4° 17′ 55″ est   |       |
| Château du Banchet                                                                                   | Châteauneuf                 | Saône-et-Loire          | Bourgogne-Franche-Comté    | inscrit    | « PA71000020 », notice no PA71000020 | 46° 12′ 44″ nord, 4° 15′ 20″ est   |       |
| Chapelle du château de Cruzille                                                                      | Châtenoy-le-Royal           | Saône-et-Loire          | Bourgogne-Franche-Comté    | classé     | « PA71000009 », notice no PA71000009 | 46° 48′ 16″ nord, 4° 48′ 07″ est   |       |
| Maison des Dragons                                                                                   | Cluny                       | Saône-et-Loire          | Bourgogne-Franche-Comté    | inscrit    | « PA00113241 », notice no PA00113241 | 46° 26′ 03″ nord, 4° 39′ 25″ est   |       |
| Maison romane                                                                                        | Cluny                       | Saône-et-Loire          | Bourgogne-Franche-Comté    | inscrit    | « PA00113237 », notice no PA00113237 | 46° 26′ 09″ nord, 4° 39′ 21″ est   |       |
| Maison du Pontet                                                                                     | Cluny                       | Saône-et-Loire          | Bourgogne-Franche-Comté    | inscrit    | « PA71000030 », notice no PA71000030 | 46° 25′ 58″ nord, 4° 39′ 35″ est   |       |
| Maison                                                                                               | Cluny                       | Saône-et-Loire          | Bourgogne-Franche-Comté    | inscrit    | « PA71000021 », notice no PA71000021 | 46° 26′ 02″ nord, 4° 39′ 25″ est   |       |
| Maison des Échevins                                                                                  | Cluny                       | Saône-et-Loire          | Bourgogne-Franche-Comté    | inscrit    | « PA71000022 », notice no PA71000022 | 46° 26′ 01″ nord, 4° 39′ 23″ est   |       |
| Hôpital-hospice, ancien Hôtel-Dieu                                                                   | Cluny                       | Saône-et-Loire          | Bourgogne-Franche-Comté    | inscrit    | « PA00113229 », notice no PA00113229 | 46° 25′ 50″ nord, 4° 39′ 37″ est   |       |
| Maison                                                                                               | Cluny                       | Saône-et-Loire          | Bourgogne-Franche-Comté    | inscrit    | « PA00113232 », notice no PA00113232 | 46° 26′ 06″ nord, 4° 39′ 21″ est   |       |
| Tuilerie Perrusson                                                                                   | Écuisses                    | Saône-et-Loire          | Bourgogne-Franche-Comté    | inscrit    | « PA71000023 », notice no PA71000023 | 46° 46′ 08″ nord, 4° 31′ 37″ est   |       |
| Château de Gergy                                                                                     | Gergy                       | Saône-et-Loire          | Bourgogne-Franche-Comté    | inscrit    | « PA71000024 », notice no PA71000024 | 46° 52′ 27″ nord, 4° 57′ 03″ est   |       |
| Ferme de la Cour Basse                                                                               | Lux                         | Saône-et-Loire          | Bourgogne-Franche-Comté    | inscrit    | « PA71000025 », notice no PA71000025 | 46° 44′ 56″ nord, 4° 51′ 40″ est   |       |
| Commanderie Sainte-Catherine                                                                         | Montbellet                  | Saône-et-Loire          | Bourgogne-Franche-Comté    | inscrit    | « PA00113366 », notice no PA00113366 | 46° 29′ 02″ nord, 4° 51′ 50″ est   |       |
| Château de Montcony                                                                                  | Montcony                    | Saône-et-Loire          | Bourgogne-Franche-Comté    | classé     | « PA00125332 », notice no PA00125332 | 46° 42′ 04″ nord, 5° 17′ 28″ est   |       |
| Carrières de la Lie                                                                                  | La Roche-Vineuse            | Saône-et-Loire          | Bourgogne-Franche-Comté    | inscrit    | « PA71000026 », notice no PA71000026 | 46° 20′ 45″ nord, 4° 45′ 08″ est   |       |
| Chalet d'Agneux                                                                                      | Rully                       | Saône-et-Loire          | Bourgogne-Franche-Comté    | inscrit    | « PA71000027 », notice no PA71000027 | 46° 52′ 25″ nord, 4° 43′ 44″ est   |       |
| Église Saint-Cyr-et-Sainte-Julitte de Saint-Cyr                                                      | Saint-Cyr                   | Saône-et-Loire          | Bourgogne-Franche-Comté    | inscrit    | « PA71000029 », notice no PA71000029 | 46° 41′ 02″ nord, 4° 53′ 27″ est   |       |
| Château de Lorrière                                                                                  | Le Lude                     | Sarthe                  | Pays de la Loire           | inscrit    | « PA72000018 », notice no PA72000018 | 47° 35′ 14″ nord, 0° 08′ 35″ est   |       |
| Hôpital Etoc-Demazy                                                                                  | Le Mans                     | Sarthe                  | Pays de la Loire           | classé     | « PA72000015 », notice no PA72000015 | 47° 59′ 37″ nord, 0° 11′ 23″ est   |       |
| Château de Saint-Mars                                                                                | Saint-Mars-la-Brière        | Sarthe                  | Pays de la Loire           | inscrit    | « PA72000017 », notice no PA72000017 | 48° 01′ 32″ nord, 0° 22′ 23″ est   |       |
| Pont Saint-Pierre                                                                                    | Évry-Grégy-sur-Yerre        | Seine-et-Marne          | Île-de-France              | inscrit    | « PA77000018 », notice no PA77000018 | 48° 40′ 00″ nord, 2° 36′ 59″ est   |       |
| Groupe scolaire d'Arques-la-Bataille                                                                 | Arques-la-Bataille          | Seine-Maritime          | Normandie                  | inscrit    | « PA76000045 », notice no PA76000045 | 49° 52′ 50″ nord, 1° 07′ 42″ est   |       |
| Manoir de Penthièvre                                                                                 | Blangy-sur-Bresle           | Seine-Maritime          | Normandie                  | inscrit    | « PA76000046 », notice no PA76000046 | 49° 56′ 27″ nord, 1° 36′ 33″ est   |       |
| Église Sainte-Jeanne-d'Arc d'Eslettes                                                                | Eslettes                    | Seine-Maritime          | Normandie                  | inscrit    | « PA76000047 », notice no PA76000047 | 49° 32′ 54″ nord, 1° 03′ 25″ est   |       |
| Église Notre-Dame de Fauville-en-Caux                                                                | Fauville-en-Caux            | Seine-Maritime          | Normandie                  | inscrit    | « PA76000048 », notice no PA76000048 | 49° 39′ 10″ nord, 0° 35′ 20″ est   |       |
| Église Saint-Valéry de Fontaine-la-Mallet                                                            | Fontaine-la-Mallet          | Seine-Maritime          | Normandie                  | inscrit    | « PA76000054 », notice no PA76000054 | 49° 32′ 06″ nord, 0° 08′ 46″ est   |       |
| Château de Gaillefontaine                                                                            | Gaillefontaine              | Seine-Maritime          | Normandie                  | classé     | « PA00100670 », notice no PA00100670 | 49° 39′ 05″ nord, 1° 37′ 18″ est   |       |
| Église Notre-Dame de Menerval                                                                        | Ménerval                    | Seine-Maritime          | Normandie                  | inscrit    | « PA76000049 », notice no PA76000049 | 49° 33′ 57″ nord, 1° 39′ 36″ est   |       |
| château de Mondétour                                                                                 | Morgny-la-Pommeraye         | Seine-Maritime          | Normandie                  | inscrit    | « PA00100766 », notice no PA00100766 | 49° 31′ 14″ nord, 1° 16′ 02″ est   |       |
| Église Saint-Antoine-de-Padoue du Petit-Quevilly                                                     | Le Petit-Quevilly           | Seine-Maritime          | Normandie                  | inscrit    | « PA76000051 », notice no PA76000051 | 49° 25′ 49″ nord, 1° 03′ 54″ est   |       |
| Chapelle des Franciscaines                                                                           | Rouen                       | Seine-Maritime          | Normandie                  | inscrit    | « PA76000055 », notice no PA76000055 | 49° 26′ 47″ nord, 1° 06′ 09″ est   |       |
| Teinturerie Auvray                                                                                   | Rouen                       | Seine-Maritime          | Normandie                  | inscrit    | « PA76000052 », notice no PA76000052 | 49° 26′ 27″ nord, 1° 07′ 14″ est   |       |
| Église Saint-Pierre d'Yvetot                                                                         | Yvetot                      | Seine-Maritime          | Normandie                  | inscrit    | « PA76000053 », notice no PA76000053 | 49° 36′ 59″ nord, 0° 45′ 14″ est   |       |
| Camp de Drancy                                                                                       | Drancy                      | Seine-Saint-Denis       | Île-de-France              | classé     | « PA93000015 », notice no PA93000015 | 48° 55′ 12″ nord, 2° 27′ 18″ est   |       |
| Vestiges du couvent des Cordeliers                                                                   | Amiens                      | Somme                   | Hauts-de-France            | inscrit    | « PA80000025 », notice no PA80000025 | 49° 53′ 32″ nord, 2° 17′ 47″ est   |       |
| Manufacture de velours et coton Cosserat                                                             | Amiens                      | Somme                   | Hauts-de-France            | inscrit    | « PA80000027 », notice no PA80000027 | 49° 54′ 28″ nord, 2° 16′ 38″ est   |       |
| Ensemble architectural Auguste-Perret                                                                | Amiens                      | Somme                   | Hauts-de-France            | inscrit    | « PA00116079 », notice no PA00116079 | 49° 53′ 28″ nord, 2° 18′ 22″ est   |       |
| Hôtel Bullot                                                                                         | Amiens                      | Somme                   | Hauts-de-France            | inscrit    | « PA80000026 », notice no PA80000026 | 49° 53′ 27″ nord, 2° 17′ 26″ est   |       |
| Château de Bertangles                                                                                | Bertangles                  | Somme                   | Hauts-de-France            | inscrit    | « PA00116097 », notice no PA00116097 | 49° 58′ 21″ nord, 2° 18′ 06″ est   |       |
| Église Saint-Vincent de Bertangles                                                                   | Bertangles                  | Somme                   | Hauts-de-France            | inscrit    | « PA80000028 », notice no PA80000028 | 49° 58′ 19″ nord, 2° 18′ 02″ est   |       |
| Église Saint-Pierre de Bouchon                                                                       | Bouchon                     | Somme                   | Hauts-de-France            | inscrit    | « PA00116102 », notice no PA00116102 | 50° 02′ 10″ nord, 2° 01′ 40″ est   |       |
| Château de Bouillancourt-en-Séry                                                                     | Bouillancourt-en-Séry       | Somme                   | Hauts-de-France            | inscrit    | « PA80000023 », notice no PA80000023 | 49° 57′ 41″ nord, 1° 37′ 44″ est   |       |
| Château d'Heilly                                                                                     | Heilly                      | Somme                   | Hauts-de-France            | inscrit    | « PA80000030 », notice no PA80000030 | 49° 57′ 03″ nord, 2° 32′ 05″ est   |       |
| Église Saint-Pierre d'Heilly                                                                         | Heilly                      | Somme                   | Hauts-de-France            | inscrit    | « PA80000029 », notice no PA80000029 | 49° 57′ 14″ nord, 2° 32′ 12″ est   |       |
| Château d'Oissy                                                                                      | Oissy                       | Somme                   | Hauts-de-France            | inscrit    | « PA80000032 », notice no PA80000032 | 49° 54′ 23″ nord, 2° 03′ 00″ est   |       |
| Hôtel du Cygne                                                                                       | Saint-Riquier               | Somme                   | Hauts-de-France            | inscrit    | « PA80000024 », notice no PA80000024 | 50° 08′ 05″ nord, 1° 56′ 48″ est   |       |
| Église Notre-Dame d'Alban                                                                            | Alban                       | Tarn                    | Occitanie                  | inscrit    | « PA81000012 », notice no PA81000012 | 43° 53′ 16″ nord, 2° 27′ 44″ est   |       |
| Église du Sacré-Cœur de Bonnecousse                                                                  | Aussillon                   | Tarn                    | Occitanie                  | inscrit    | « PA81000013 », notice no PA81000013 | 43° 30′ 02″ nord, 2° 21′ 57″ est   |       |
| Rotonde d'Oulias                                                                                     | Fontrieu                    | Tarn                    | Occitanie                  | inscrit    | « PA81000014 », notice no PA81000014 | 43° 39′ 15″ nord, 2° 31′ 59″ est   |       |
| Chemin de croix de la rotonde d'Oulias                                                               | Fontrieu                    | Tarn                    | Occitanie                  | inscrit    | « PA81000015 », notice no PA81000015 | 43° 39′ 15″ nord, 2° 31′ 57″ est   |       |
| Hostellerie du Lyon d'Or                                                                             | Graulhet                    | Tarn                    | Occitanie                  | inscrit    | « PA81000016 », notice no PA81000016 | 43° 45′ 45″ nord, 1° 59′ 19″ est   |       |
| Fontaine du Griffoul                                                                                 | Lisle-sur-Tarn              | Tarn                    | Occitanie                  | classé     | « PA81000017 », notice no PA81000017 | 43° 51′ 10″ nord, 1° 48′ 38″ est   |       |
| Abbaye de Belleperche                                                                                | Cordes-Tolosannes           | Tarn-et-Garonne         | Occitanie                  | classé     | « PA00095739 », notice no PA00095739 | 43° 59′ 40″ nord, 1° 07′ 35″ est   |       |
| Château de Guiry                                                                                     | Guiry-en-Vexin              | Val-d'Oise              | Île-de-France              | classé     | « PA00080082 », notice no PA00080082 | 49° 06′ 29″ nord, 1° 51′ 03″ est   |       |
| Château de Stors                                                                                     | L'Isle-Adam                 | Val-d'Oise              | Île-de-France              | inscrit    | « PA95000008 », notice no PA95000008 | 49° 05′ 23″ nord, 2° 12′ 33″ est   |       |
| Tour médiévale                                                                                       | La Queue-en-Brie            | Val-de-Marne            | Île-de-France              | inscrit    | « PA94000014 », notice no PA94000014 | 48° 47′ 07″ nord, 2° 34′ 42″ est   |       |
| Maison du Corsaire                                                                                   | Saint-Tropez                | Var                     | Provence-Alpes-Côte d'Azur | inscrit    | « PA83000011 », notice no PA83000011 | 43° 16′ 18″ nord, 6° 38′ 20″ est   |       |
| Pont sur l'Ouvèze                                                                                    | Bédarrides                  | Vaucluse                | Provence-Alpes-Côte d'Azur | inscrit    | « PA84000027 », notice no PA84000027 | 44° 02′ 21″ nord, 4° 54′ 01″ est   |       |
| Fontaine de Bédarrides                                                                               | Bédarrides                  | Vaucluse                | Provence-Alpes-Côte d'Azur | inscrit    | « PA84000026 », notice no PA84000026 | 44° 02′ 30″ nord, 4° 53′ 57″ est   |       |
| Digue d'enceinte de Caderousse                                                                       | Caderousse                  | Vaucluse                | Provence-Alpes-Côte d'Azur | inscrit    | « PA84000028 », notice no PA84000028 | 44° 05′ 58″ nord, 4° 45′ 25″ est   |       |
| Pont-aqueduc de Galas                                                                                | Fontaine-de-Vaucluse        | Vaucluse                | Provence-Alpes-Côte d'Azur | inscrit    | « PA84000029 », notice no PA84000029 | 43° 54′ 56″ nord, 5° 06′ 46″ est   |       |
| Église Notre-Dame de Beauvoir de Grambois                                                            | Grambois                    | Vaucluse                | Provence-Alpes-Côte d'Azur | inscrit    | « PA84000025 », notice no PA84000025 | 43° 45′ 45″ nord, 5° 35′ 21″ est   |       |
| Pont-aqueduc des Cinq-Cantons                                                                        | Loriol-du-Comtat            | Vaucluse                | Provence-Alpes-Côte d'Azur | inscrit    | « PA84000030 », notice no PA84000030 | 44° 04′ 03″ nord, 5° 01′ 32″ est   |       |
| Pont des Arméniers                                                                                   | Sorgues                     | Vaucluse                | Provence-Alpes-Côte d'Azur | inscrit    | « PA84000031 », notice no PA84000031 | 44° 01′ 26″ nord, 4° 50′ 38″ est   |       |
| Château de la Flocellière                                                                            | Sèvremont                   | Vendée                  | Pays de la Loire           | inscrit    | « PA00110094 », notice no PA00110094 | 46° 50′ 06″ nord, 0° 51′ 42″ ouest |       |
| Château de La Rabatelière                                                                            | La Rabatelière              | Vendée                  | Pays de la Loire           | inscrit    | « PA85000018 », notice no PA85000018 | 46° 51′ 36″ nord, 1° 15′ 15″ ouest |       |
| Château de Montfaucon                                                                                | Marigny-Brizay              | Vienne                  | Nouvelle-Aquitaine         | inscrit    | « PA86000013 », notice no PA86000013 | 46° 44′ 45″ nord, 0° 23′ 17″ est   |       |
| Château de Clairvaux                                                                                 | Scorbé-Clairvaux            | Vienne                  | Nouvelle-Aquitaine         | inscrit    | « PA00105724 », notice no PA00105724 | 46° 48′ 26″ nord, 0° 24′ 46″ est   |       |
| Église Notre-Dame de Vellèches                                                                       | Vellèches                   | Vienne                  | Nouvelle-Aquitaine         | inscrit    | « PA86000012 », notice no PA86000012 | 46° 56′ 32″ nord, 0° 31′ 55″ est   |       |
| Château de Bonnivet                                                                                  | Vendeuvre-du-Poitou         | Vienne                  | Nouvelle-Aquitaine         | inscrit    | « PA86000014 », notice no PA86000014 | 46° 43′ 34″ nord, 0° 20′ 06″ est   |       |
| Bain Montaigne                                                                                       | Plombières-les-Bains        | Vosges                  | Grand Est                  | inscrit    | « PA88000027 », notice no PA88000027 | 47° 57′ 56″ nord, 6° 27′ 37″ est   |       |
| Bain national                                                                                        | Plombières-les-Bains        | Vosges                  | Grand Est                  | inscrit    | « PA88000028 », notice no PA88000028 | 47° 57′ 55″ nord, 6° 27′ 33″ est   |       |
| Bain tempéré                                                                                         | Plombières-les-Bains        | Vosges                  | Grand Est                  | inscrit    | « PA88000030 », notice no PA88000030 | 47° 57′ 56″ nord, 6° 27′ 33″ est   |       |
| Bain romain                                                                                          | Plombières-les-Bains        | Vosges                  | Grand Est                  | inscrit    | « PA88000029 », notice no PA88000029 | 47° 57′ 56″ nord, 6° 27′ 34″ est   |       |
| Thermes Napoléon                                                                                     | Plombières-les-Bains        | Vosges                  | Grand Est                  | inscrit    | « PA88000031 », notice no PA88000031 | 47° 57′ 47″ nord, 6° 27′ 21″ est   |       |
| Monument au peintre Louis Français                                                                   | Plombières-les-Bains        | Vosges                  | Grand Est                  | inscrit    | « PA88000026 », notice no PA88000026 | 47° 57′ 54″ nord, 6° 27′ 34″ est   |       |
| Bain des Capucins                                                                                    | Plombières-les-Bains        | Vosges                  | Grand Est                  | inscrit    | « PA88000025 », notice no PA88000025 | 47° 57′ 56″ nord, 6° 27′ 32″ est   |       |
| Bain Stanislas                                                                                       | Plombières-les-Bains        | Vosges                  | Grand Est                  | inscrit    | « PA00107222 », notice no PA00107222 | 47° 57′ 56″ nord, 6° 27′ 39″ est   |       |
| Mairie-halle                                                                                         | Vicherey                    | Vosges                  | Grand Est                  | inscrit    | « PA88000032 », notice no PA88000032 | 48° 22′ 59″ nord, 5° 56′ 09″ est   |       |
| Passage couvert Manifacier                                                                           | Auxerre                     | Yonne                   | Bourgogne-Franche-Comté    | inscrit    | « PA00113604 », notice no PA00113604 | 47° 47′ 46″ nord, 3° 34′ 17″ est   |       |
| Hôtel Leclerc de Fourolles                                                                           | Auxerre                     | Yonne                   | Bourgogne-Franche-Comté    | inscrit    | « PA89000025 », notice no PA89000025 | 47° 47′ 58″ nord, 3° 34′ 09″ est   |       |
| Château de Béru                                                                                      | Béru                        | Yonne                   | Bourgogne-Franche-Comté    | inscrit    | « PA89000026 », notice no PA89000026 | 47° 48′ 04″ nord, 3° 53′ 16″ est   |       |
| Église Saint-Martin de Branches                                                                      | Branches                    | Yonne                   | Bourgogne-Franche-Comté    | inscrit    | « PA89000027 », notice no PA89000027 | 47° 53′ 06″ nord, 3° 28′ 56″ est   |       |
| Église Saint-Léger de Compigny                                                                       | Compigny                    | Yonne                   | Bourgogne-Franche-Comté    | inscrit    | « PA89000022 », notice no PA89000022 | 48° 22′ 03″ nord, 3° 16′ 38″ est   |       |
| Église Sainte-Geneviève de Lindry                                                                    | Lindry                      | Yonne                   | Bourgogne-Franche-Comté    | inscrit    | « PA89000028 », notice no PA89000028 | 47° 48′ 01″ nord, 3° 25′ 06″ est   |       |
| Maison des Ports                                                                                     | Mailly-le-Château           | Yonne                   | Bourgogne-Franche-Comté    | inscrit    | « PA89000023 », notice no PA89000023 | 47° 35′ 29″ nord, 3° 38′ 43″ est   |       |
| Pont de Pimelles                                                                                     | Pimelles                    | Yonne                   | Bourgogne-Franche-Comté    | inscrit    | « PA89000029 », notice no PA89000029 | 47° 50′ 24″ nord, 4° 10′ 45″ est   |       |
| Château de Vallery                                                                                   | Vallery                     | Yonne                   | Bourgogne-Franche-Comté    | classé     | « PA00113922 », notice no PA00113922 | 48° 14′ 29″ nord, 3° 03′ 02″ est   |       |
| Église Saint-Martin de Vincelottes                                                                   | Vincelottes                 | Yonne                   | Bourgogne-Franche-Comté    | inscrit    | « PA89000024 », notice no PA89000024 | 47° 42′ 18″ nord, 3° 38′ 25″ est   |       |
| Église Saint-Eutrope d'Orcemont                                                                      | Orcemont                    | Yvelines                | Île-de-France              | inscrit    | « PA78000013 », notice no PA78000013 | 48° 35′ 18″ nord, 1° 48′ 27″ est   |       |
| Château de La Queue-les-Yvelines                                                                     | La Queue-les-Yvelines       | Yvelines                | Île-de-France              | inscrit    | « PA00087580 », notice no PA00087580 | 48° 48′ 15″ nord, 1° 45′ 45″ est   |       |
| Château de Vaugien                                                                                   | Saint-Rémy-lès-Chevreuse    | Yvelines                | Île-de-France              | inscrit    | « PA78000014 », notice no PA78000014 | 48° 42′ 08″ nord, 2° 05′ 16″ est   |       |